# Història de Nova York

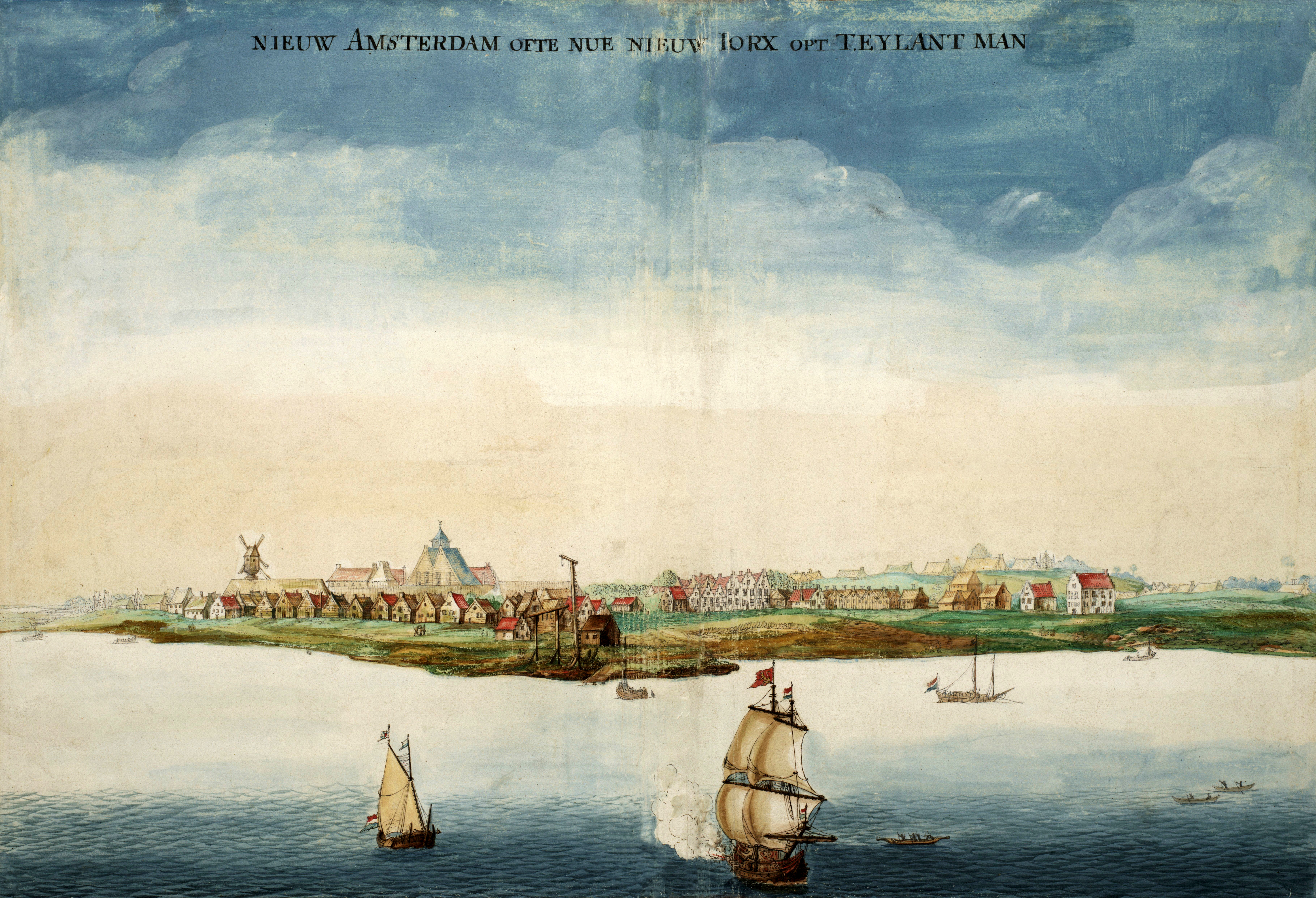
Nova Amsterdam el 1664

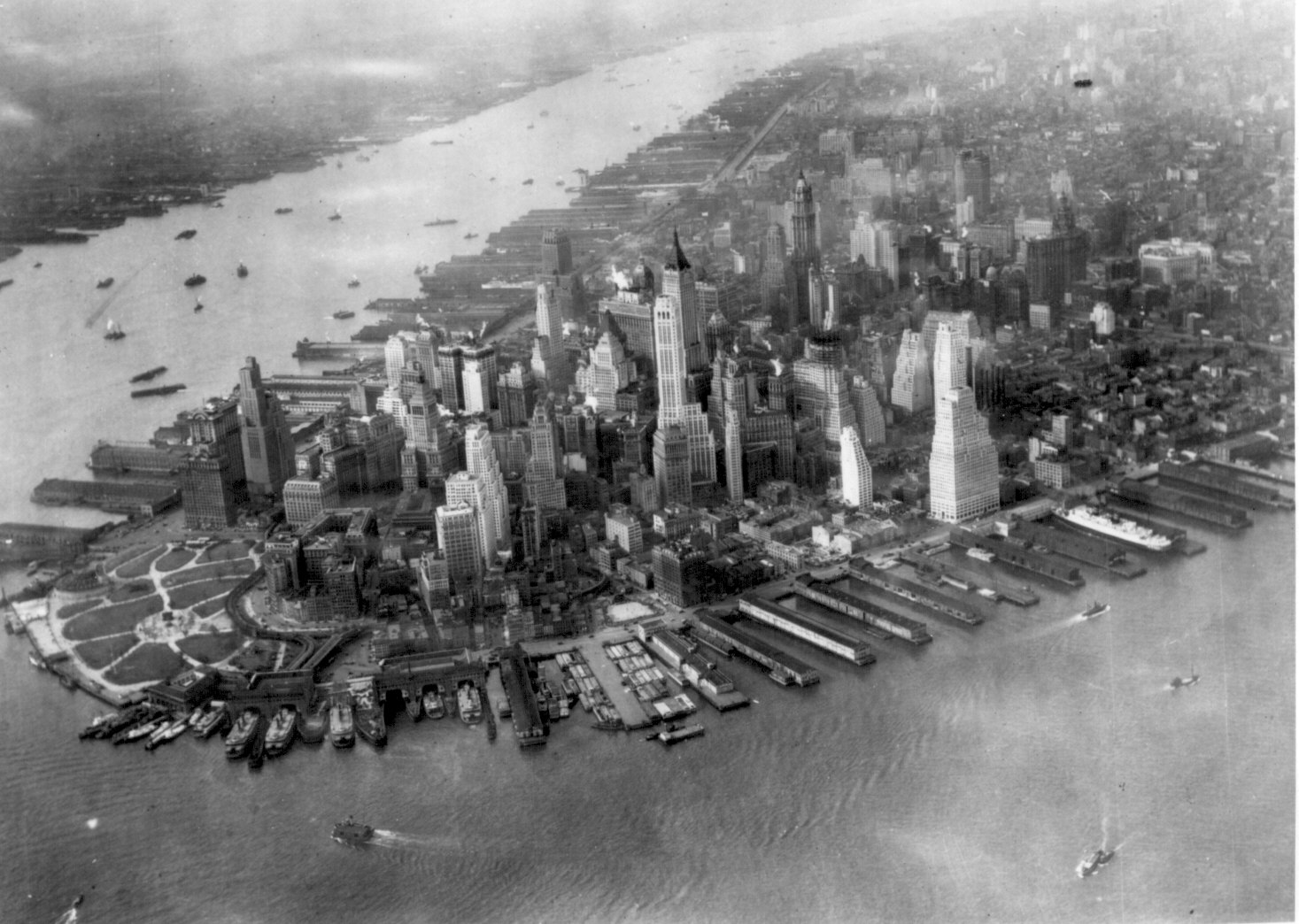
El sud de Manhattan el 1931

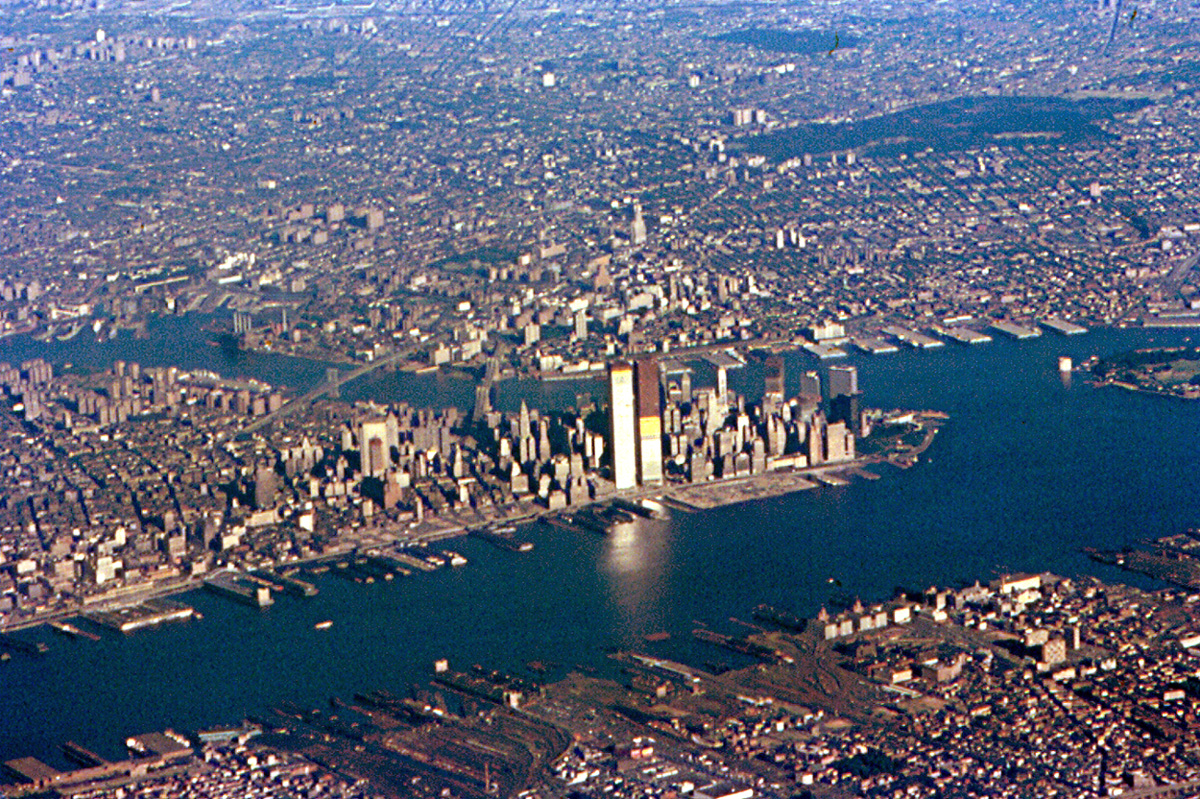
Vista àrea de Manhattan el 1971

La història de Nova York es va desenvolupar durant diversos segles i va començar amb l'ocupació del territori per les poblacions ameríndies, molt abans de l'arribada dels primers colons al que és actualment Manhattan. Les negociacions que van portar a la configuració actual de Nova York amb una divisió en cinc boroughs: Manhattan, Queens, Brooklyn, Bronx i Staten Island, daten recentment al segle xix i a la primera meitat del segle xx. Abans d'aquesta «consolidació», terme anglès que designa la incorporació d'un districte a la ciutat, la ciutat era el teatre d'operacions de diversos conflictes, amb una alta taxa de criminalitat. Malgrat això, va aconseguir guanyar progressivament major importància, al punt de constituir avui dia la ciutat més gran dels Estats Units i una de les metròpolis més importants i dinàmiques del món, no solament en termes demogràfics, l'àrea metropolitana de Nova York és l'onzena del món amb 23,8 milions d'habitants, sinó també com a centre de presa de decisions de primer pla i la capital mundial de les finances i del mercat de valors.
Els primers contactes europeus amb Nova York es van fer per mitjà de Giovanni da Verrazzano, que el 17 d'abril de 1524, va ancorar prop de la badia de Nova York, abans de continuar la seva ruta cap al nord. Posteriorment, el 2 de setembre de 1609, Henry Hudson va ingressar a la badia formada pel «Gran riu de les muntanyes». Anys després els neerlandesos van conquerir la badia i van fundar els Nous Països Baixos, quan Adriaen Block es va instal·lar durant alguns mesos a l'illa de Manhattan el 1613. El 1625, altres famílies van ser enviades a Manhattan en diversos navilis i van formar la colònia de Nova Amsterdam que va sorgir oficialment el 1626 amb la compra per part de Pierre Minuit. Entre els segles xvii i xviii, la rivalitat marítima entre neerlandesos i anglesos va arribar a la seva fi amb la victòria d'aquests últims a l'Amèrica del Nord. El rei d'Anglaterra Carles II va donar al seu germà, el Duc de York, aquesta terra i va ser immediatament rebatejada com «Nova York» en honor del Duc de York. El 1785, el Congrés Continental es va instal·lar a Nova York, que va esdevenir des de llavors en la capital econòmica dels Estats Units.
Al segle xix, la població de Nova York va tenir una ràpida expansió, gràcies a l'arribada massiva d'immigrants atrets pel dinamisme econòmic de la ciutat. D'altra banda, des del 1835, Nova York esdevé la ciutat més gran dels Estats Units, superant Filadèlfia. Però, el segle xix va ser igualment aquell de la Guerra de Secessió, de la qual Nova York va ser un escenari clau. En la primera meitat del segle xx, la ciutat es va convertir en un centre d'envergadura internacional en el sector industrial, comercial, i per a les comunicacions així com en un centre cultural i esportiu. No obstant això, problemes socials van sorgir com també econòmics que van devastar la ciutat durant cert temps. Els temps posteriors es van caracteritzar per la recuperació econòmica, agitacions d'inseguretat i terrorisme, i també d'una renovació total.

## Antecedents

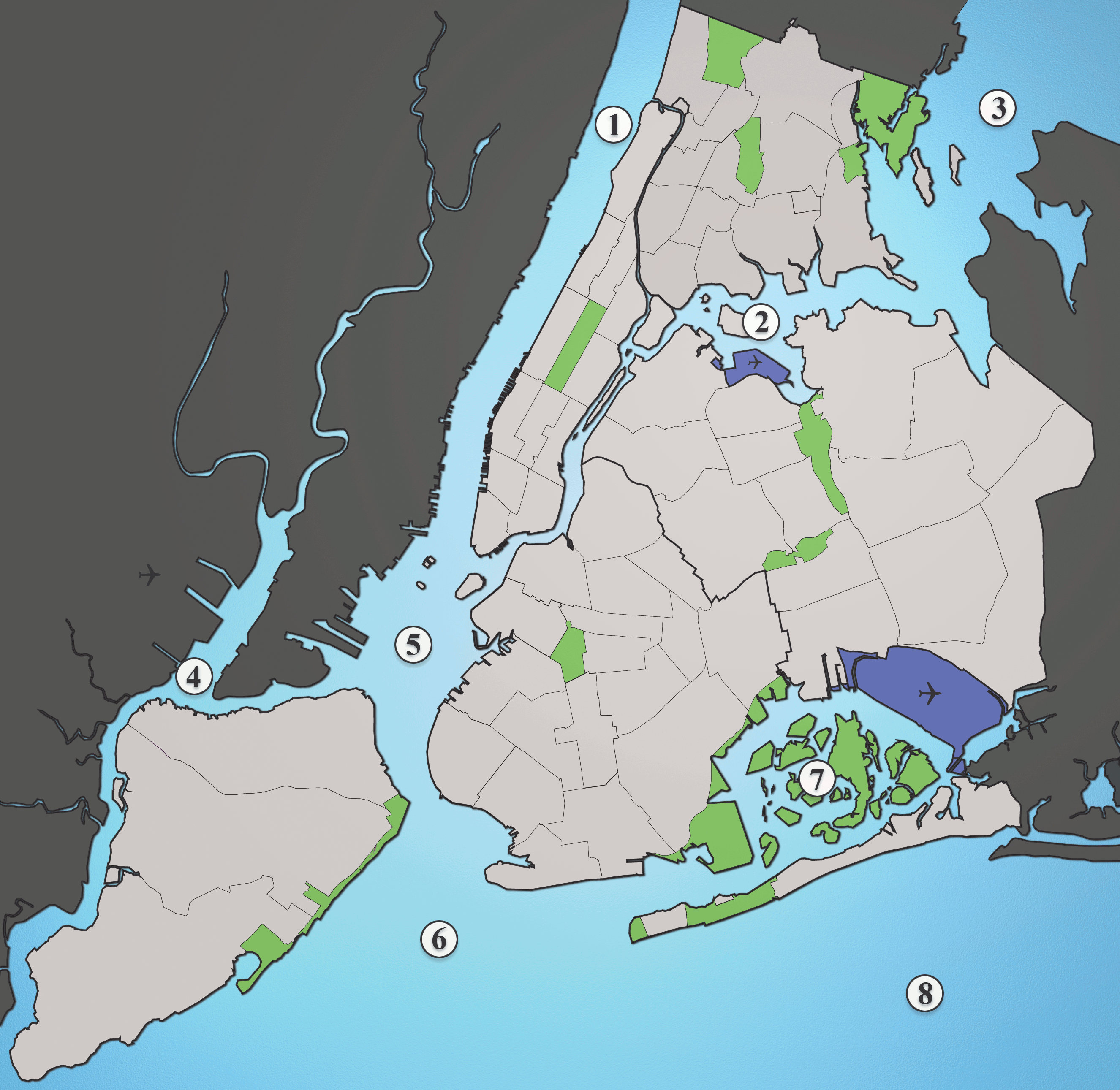
Localització de Nova York: 1. Riu Hudson, 2. Riu Est, 3. Long Island Sound, 4. Badia de Newark, 5. Upper New York Bay, 6. Lower New York Bay, 7. Jamaica Bay, 8. Oceà Atlàntic.

### Primeres tribus
L'actual àrea de Nova York va estar habitada per amerindis que parlaven llengües algonquines, especialment, els lenapes. D'acord amb la tradició lenape, aquests van viure a l'àrea durant milers d'anys i es van conèixer com la «tribu avi». Vivien de la caça i de l'agricultura, com també de la pesca. En el seu idioma anomenaven a la seva pàtria Scheyischbi, que significa «el lloc que s'aproxima a l'oceà». Moltes d'aquestes tribus van formar vies públiques en zones com Broadway, Raritan Bay, Manhattan i Canarsie. Van desenvolupar tècniques innovadores per a la caça i el manteniment dels seus recursos. No obstant això, va haver-hi moltes tribus que es van assentar per tota la zona del Long Island, formant "Metoac"; el nom que se li donava al conjunt d'amerindis que van viure a les zones limítrofes i en la mateixa Nova York.

### Localització avantatjosa
El principal atractiu de la regió de Nova York per als exploradors era la seva ubicació excepcional des d'un punt de vista geogràfic. De fet, l'espai marítim delimitat per les illes i el continent que van constituir la badia de Nova York (separada en una Upper New York Bay i en una Lower New York Bay) no solament van oferir un accés a les illes situades en diverses parts de la badia, sinó que també van permetre, gràcies al riu Hudson situat més amunt, remuntar a l'interior del continent. L'àrea de Nova York tenia, doncs, un interès comercial i estratègic de primera importància, la qual cosa explica per què el port de Nova York superava al de Filadèlfia.

## Les primeres exploracions i el contacte amb els indígenes

### Els indis de "Mannahatta"

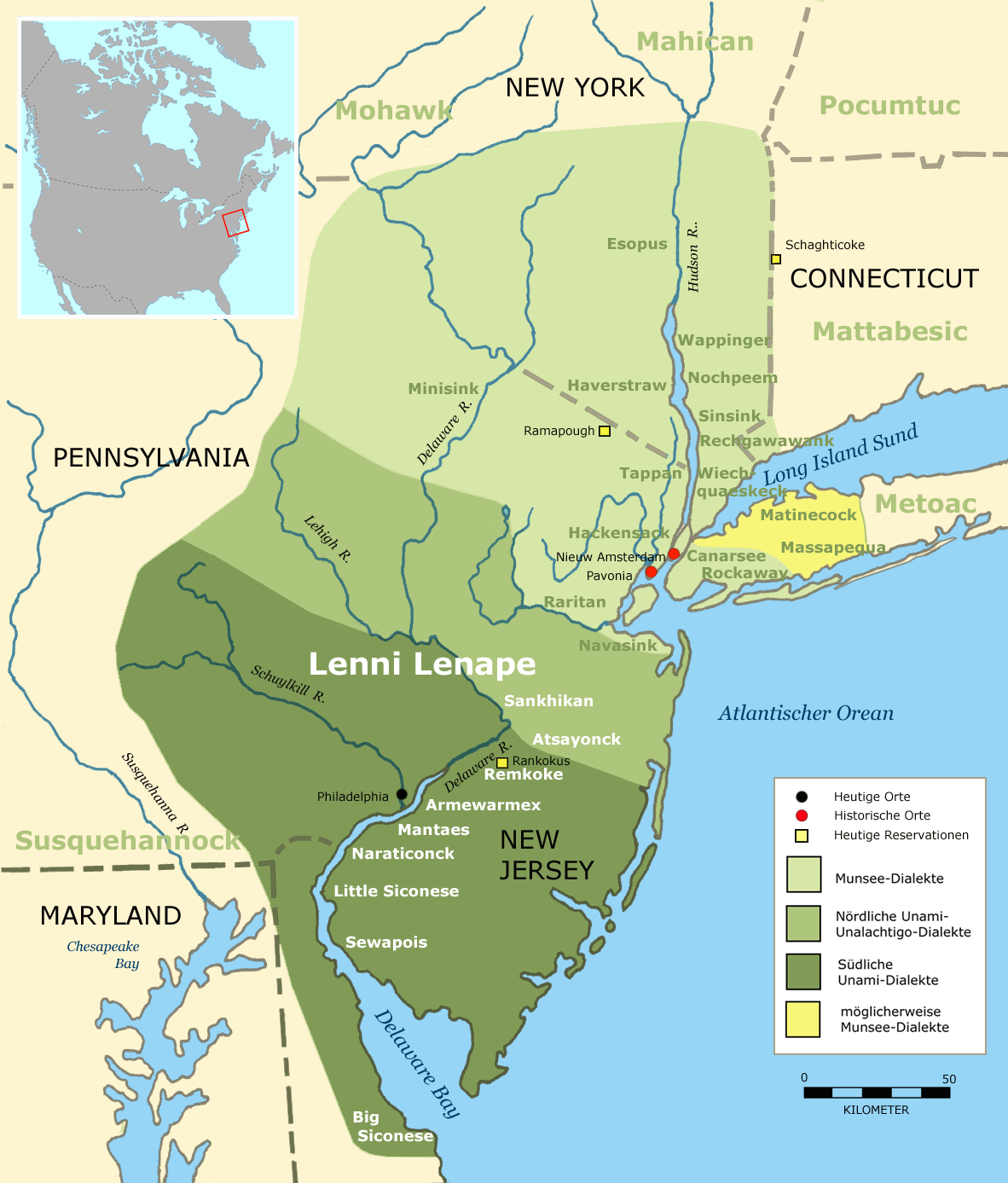
Ubicació dels indis lenapes, també denominats delawares. Destaca la seva presència sobre l'emplaçament actual de Nova York.

Atès que s'ignora el moment en què els pobles procedents d'Àsia van arribar a l'actual regió nord-oriental dels Estats Units a través de l'Estret de Bering, seria molt difícil trobar una data exacta del poblament de la zona de Nova York; no obstant això, s'estima que els primers homes van trepitjar Alaska fa 25.000 anys. Al moment de la seva arribada als «Nous Països Baixos» (Nieuw-Nederland), els colons van trobar un assentament d'indis algonquins que ocupava la zona de la ciutat, juntament amb els lenapes. Els ocupants de l'illa de Manhattan eren els munsee, considerats pels colons holandesos com a violents i agressius. Altres tribus indígenes instal·lades a la badia han donat nom a alguns barris actuals de la ciutat. Així, es troba als canarsies a Brooklyn, els matinecooks al nivell del Flushing, els rockaways a Queens i els wecquaesgeeks, una tribu de mahicans, habitava la zona de Yonkers.
Aquestes diverses tribus vivien de la pesca i de la caça, però també del cultiu de blat de moro, carabasses i pèsols. Així mateix, van conrear tabac en els clars dels boscos. D'aquesta manera, els lenapes van fer descobrir als holandesos tant el sucre d'auró, com les diverses preparacions fetes a força de blat de moro i el cultiu del tabac. Els indígenes també eren grans consumidors d'ostres. Per aquesta raó, els colons holandesos van batejar un dels seus carrers com Pearl Street (carrer de perles) a causa del munt de petxines d'ostres al llarg d'aquesta via. La petjada principal que els autòctons van deixar a la Nova York moderna és el nom de l'illa de Manhattan, derivat directament del terme Mannahatta, que es pot traduir com «La petita illa».

### El descobriment de la badia de Nova York

#### Giovanni da Verrazzano
El 1523, Francesc I de França va convèncer el navegant florentí Giovanni da Verrazzano per reunir una flota per descobrir un accés marítim a Cathay per l'oceà Pacífic, passant per l'oest. Verrazano va obtenir el que desitjava i, al juny de 1523, es va embarcar a Dieppe en una petita caravel·la, «La Dauphine», acompanyat per uns cinquanta homes. Després d'haver vorejat la costa atlàntica, va partir en rumb al continent americà. El març de 1524, va explorar les costes de Carolina del Nordi després continuar navegant cap al nord. El 17 d'abril de 1524, va ancorar a prop de la badia de Nova York, abans de continuar cap al nord.
Verrazano va ser el primer explorador europeu a descobrir el lloc de la futura ciutat de Nova York que va batejar com Nova Angulema en honor de Francesc I de França, exduc d'Angulema, qui havia finançat el seu viatge. De retorn a França, Verrazano va compartir el seu descobriment amb el rei i va reunir els fons necessaris per realitzar un segon viatge, que li permetés continuar amb la seva exploració; no obstant això, en un context polític difícil marcat per derrotes militars contra l'enemic espanyol, l'exploració del Nou Món va aparèixer com un objectiu secundari, per la qual cosa l'explorador italià va haver de cancel·lar l'expedició i lliurar els seus bucs a l'armada francesa.

#### Henry Hudson

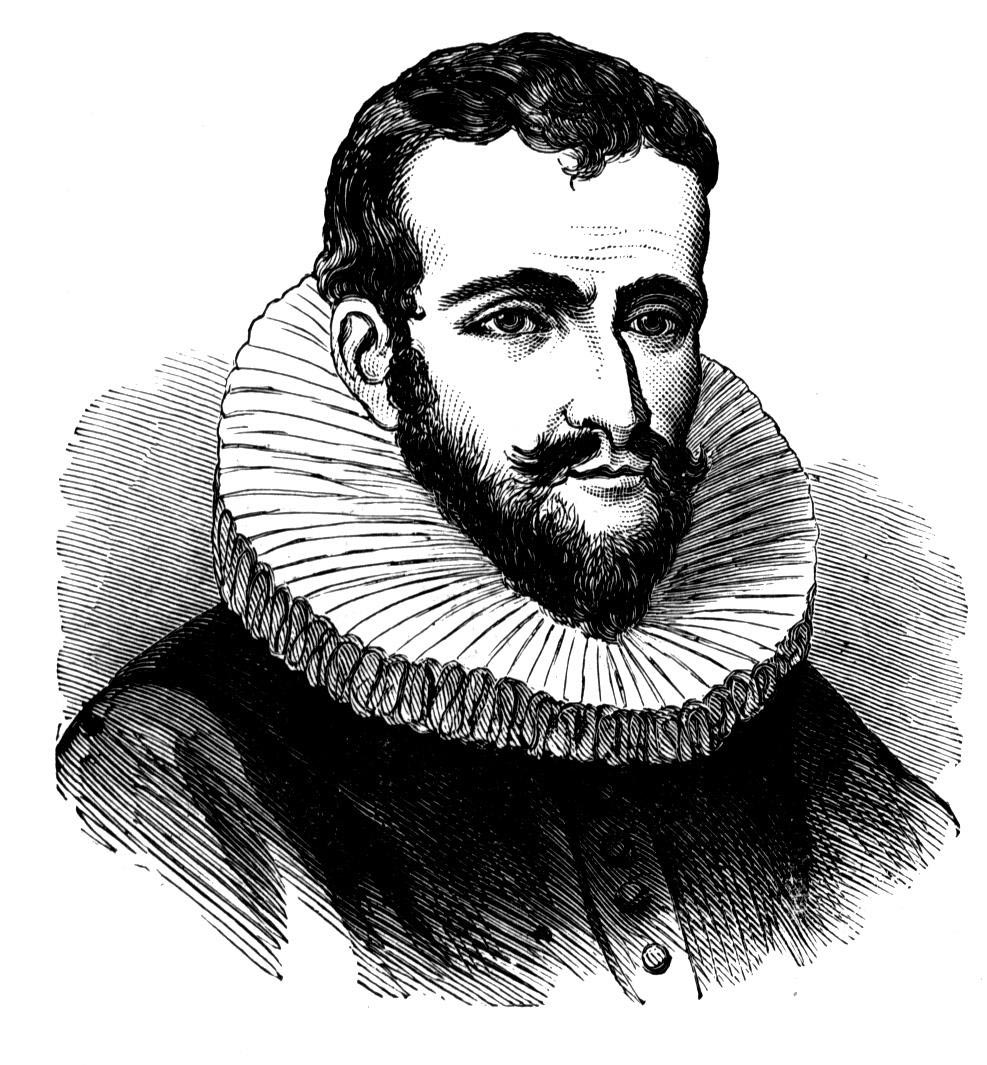
El navegant anglès Henry Hudson, primer aventurer que va entrar a la Badia de Nova York i que va batejar el riu Hudson.

A l'inici de l'era de conquesta del Nou Món, solament Anglaterra i dos països de la península Ibèrica, Espanya i Portugal, posseïen els mitjans i coneixements necessaris per realitzar expedicions a Amèrica; no obstant això, els exploradors determinats a creuar l'oceà Atlàntic provenien de tot Europa, com ho demostren els italians Cristòfor Colom, originari de Gènova, i Giovanni da Verrazzano, originari de Florència. L'anglès Henry Hudson formava part d'aquests navegants veterans, per la qual cosa va ser contractat per la Companyia Neerlandesa de les Índies Orientals, en nom de Jodocus Hondius i de Petrus Plancius, per descobrir el Pas del Nord-oest cap a Àsia. Hudson ja havia intentat en dues ocasions descobrir aquest pas, però en nom dels anglesos de la Companyia de Moscòvia el 1607 i 1608.
Una vegada més, Hudson va fracassar en l'intent de trobar el famós pas, però lluny d'abandonar la seva expedició, va seguir els consells d'un altre explorador anglès, John Smith, es va dirigir cap a Terranova a bord del seu navili de 80 tones, el Halve Maen ("Mitja lluna", en neerlandès antic). Va navegar cap al sud buscant el llegendari pas en cada estuari. El 2 de setembre de 1609, Hudson va ingressar a la badia formada pel «Gran riu de les muntanyes»,(The Great River of the Mountains) és a dir, l'actual badia de Hudson. El 10 de setembre, l'explorador va continuar el seu viatge avançant per l'estret i seguint el riu que portaria posteriorment el seu nom: el riu Hudson. Quan pensava que havia arribat al límit navegable del curs d'aigua, va fer marxa enrere el 20 de setembre. Hudson va descobrir així el lloc que un dia esdevindrai Nova Yourk en nom de la Companyia Neerlandesa de les Índies Orientals, que va emprendre la colonització de la regió quinze anys més tard. Per als neerlandesos, el riu que unia Fort Orange amb Nova Amsterdam es deia North river (riu del Nord).

## Nova Amsterdam: la colonització neerlandesa

### La fundació de Nova Amsterdam

#### Les primeres instal·lacions (1613-1624)

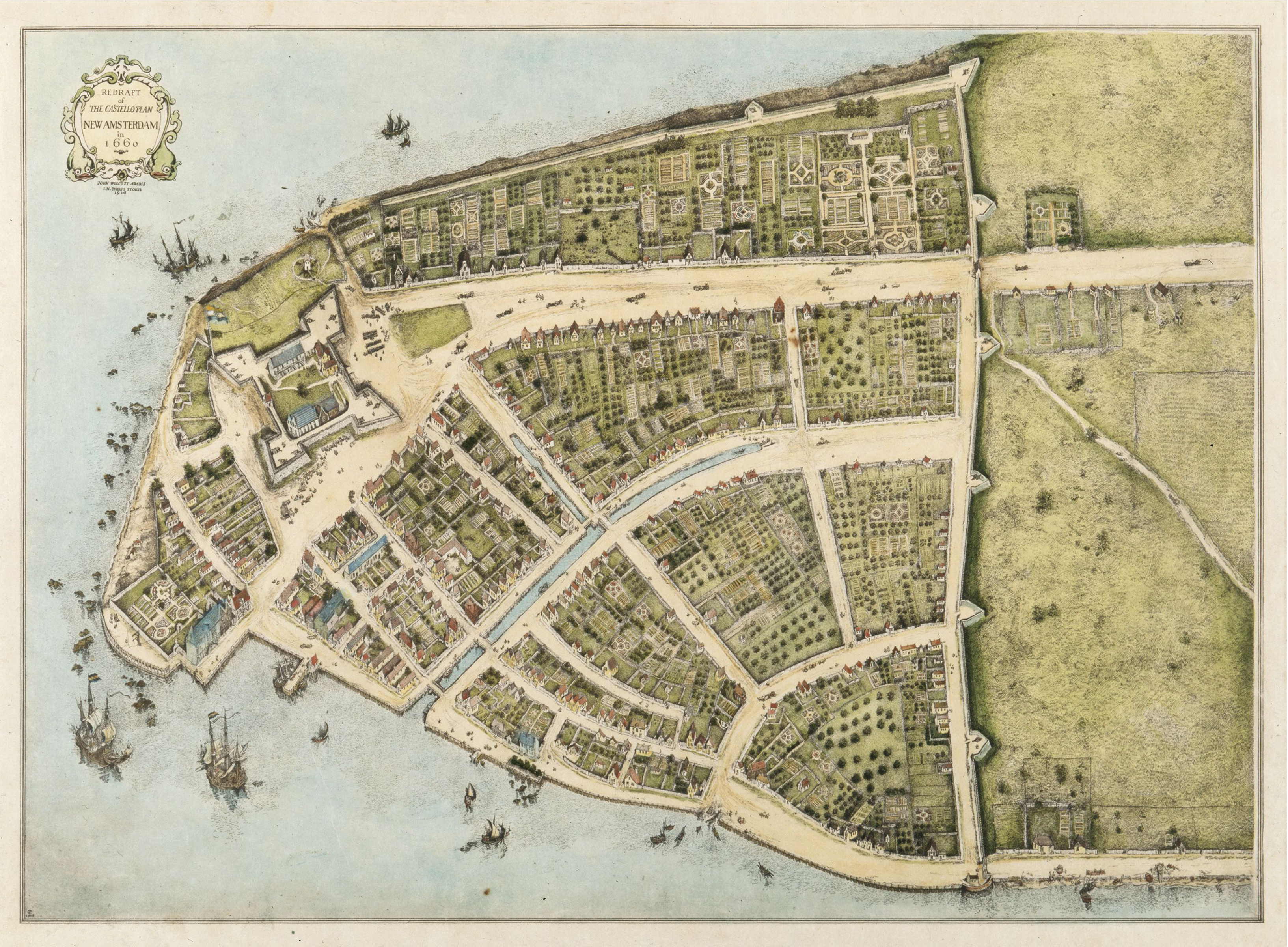
Plànol del sud de Manhattan, 1660.

L'aventura neerlandesa en el Nou Món es va iniciar quan el navegant holandès Adriaen Block es va instal·lar durant alguns mesos a l'illa de Manhatta el 1613. La seva estada a l'illa es va deure a l'incendi que va immobilitzar el seu vaixell durant l'hivern; no obstant això, a l'any següent, gràcies a l'ajuda dels pobladors autòctons (descrits negativament pels primers neerlandesos que havien arribat al lloc), va aconseguir posar a punt el seu vaixell per tornar a Europa. En el seu viatge de tornada, va creuar l'estret de l'actual Riu Est que va batejar com «porta de l'infern» (Hellegat en neerlandès). Block va arribar a la badia per l'estret que va anomenar Long Island Sound.
La colònia de Nova Amsterdam (Nieuw-Amsterdam en neerlandès) va ser fundada el 1614; no obstant això, l'illa de Manhattan, que serà des de llavors el centre d'establiment dels colons, va ser pobrament poblada durant els primers anys. Els exploradors passaven de fet més temps als boscos i es concentraven riu amunt del Hudson a la regió de l'actual capital de l'Estat de Nova York, Albany.
L'arribada d'alguns colons a Manhattan es va iniciar al mes de maig de 1623, amb el desembarcament als Nous Països Baixos d'un navili de 260 tones que transportava trenta famílies protestants, entre les quals es trobaven algunes famílies valones. El seu grup es componia de 110 homes, dones i nens que van acceptar establir-se a la colònia recentment fundada per un període de sis anys. Aquests colons van portar amb ells bestiar, grans i eines agrícoles.
Entre els exploradors, vuit homes van desembarcar a la Governors Island per construir una fortalesa, mentre que altres comerciants van ser enviats a altres colònies neerlandeses situades a la regió d'Albany, a Fort Orange, al llarg del riu Delaware i del riu Connecticut. Les condicions de vida d'aquests primers colons eren particularment difícils, sobretot durant els dos primers anys, abans que altres colons fossin enviats.
Així doncs, els passatgers no van romandre junts i es van dispersar a diversos llocs: vuit d'entre ells van desembarcar a l'actual Governors Island que es deia en aquesta època l'«Illa de Nou»; quatre parelles i vuit mariners van descendir per la costa est del riu Delaware per establir-se a la rodalia de l'actual ciutat de Gloucester, on van construir el Fort Nassau. Paral·lelament, dues famílies i sis homes van remuntar el riu Hudson a bord del Nieuw Nederlandt i van desembarcar a l'emplaçament actual de la capital de l'Estat de Nova York, Albany, on van fundar Fort Orange.

#### La constitució de la colònia

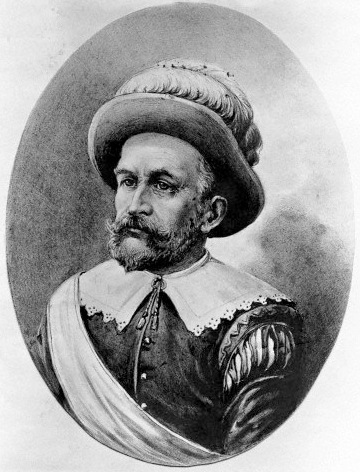
Retrat de Pierre Minuit

El 1625 altres famílies van ser enviades a Manhattan en diversos navilis. Entre els nouvinguts es trobava l'enginyer Crijn Fredericxsz, que havia estat encarregat de dirigir l'erecció d'una nova fortalesa, però que aquesta vegada no estaria situada a una petita illa de la badia, sinó a l'extrem sud de l'illa de Manhattan, la població de la qual creixeria molt ràpidament els anys següents. La direcció dels treballs, inclusivament de l'elecció de l'emplaçament exacte de la construcció del fort, van ser atribuïts a Willem Verhulst, qui havia d'administrar la colònia. La vocació del fort no era exclusivament militar, sinó també civil, atès que havia d'acollir un mercat, un hospital, una escola i una església. A més de la construcció del fort, Fredericxsz es va ocupar igualment de l'establiment d'un sistema cadastral per pal·liar les dificultats de comunicació engendrades per les construccions anàrquiques d'allotjaments per als colons. Fredericxsz va ser responsable també de l'origen d'un eix de comunicació nord-sud que va inspirar la futura Broadway, la De Heere Straet. Els primers esclaus van ser enviats a la colònia per erigir el fort i construir més allotjaments. La seva condició va diferir molt poc d'aquella que van tenir a Europa.
La colònia de Nova Amsterdam va sorgir oficialment el 1626 amb la compra per part de Pierre Minuit de l'illa de Manhattan als indis Manhattes a canvi de granadures i altres objectes per l'equivalent de 60 florins. Quan Minuit va arribar, va trobar la colònia, poblada llavors per 270 persones, en un estat deplorable, la qual cosa va portar a ajornar la construcció del fort concebut per Crijn Fredericxsz. El cost d'aquestes primeres expedicions al Nou Món va ser molt elevat i solament les perspectives de guanys relacionats amb el comerç de pells van motivar als neerlandesos.

### L'extensió de la presència neerlandesa

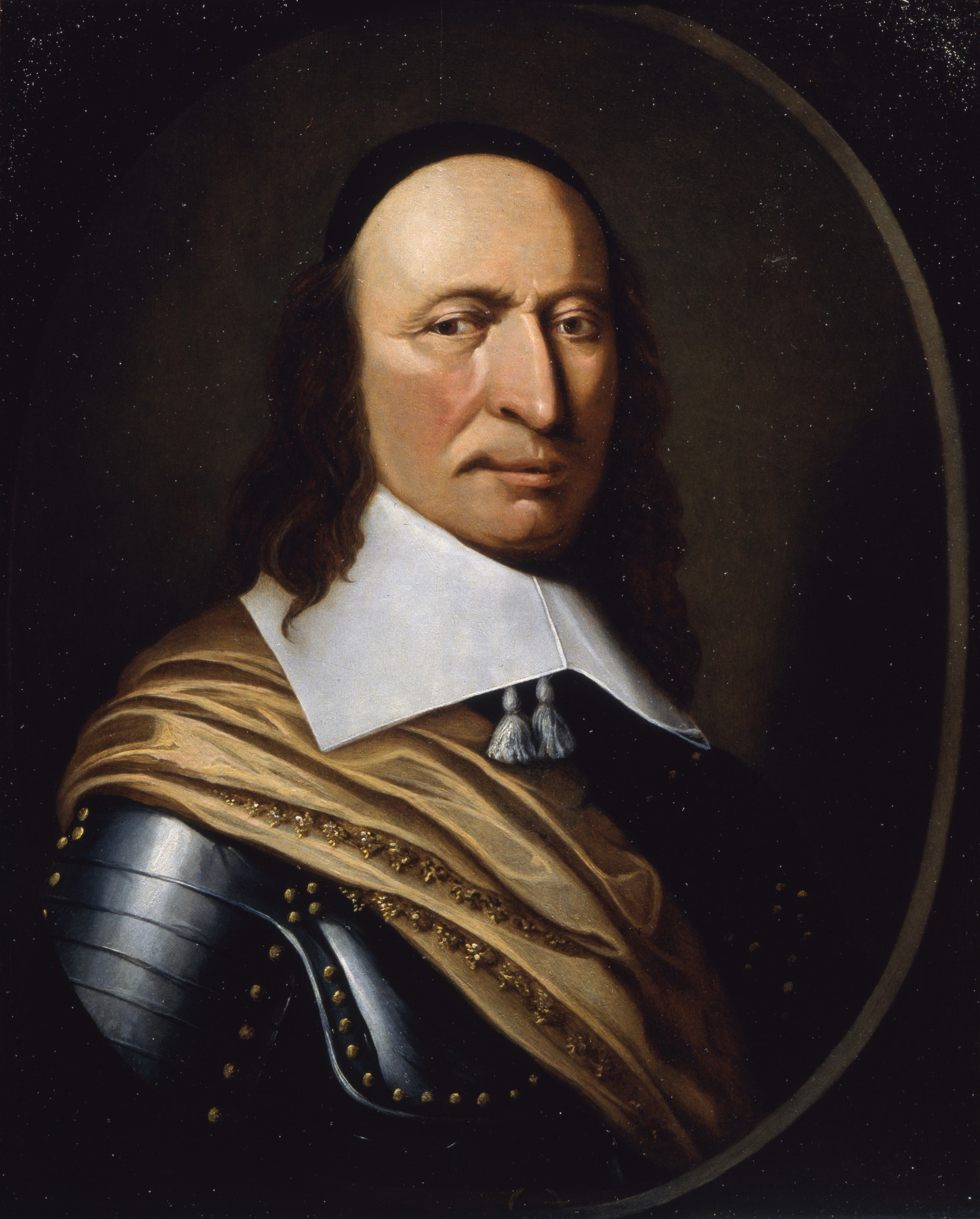
Peter Stuyvesant cap a l'any 1660.

La colònia de Nova Amsterdam va ser, així, fundada oficialment per Pierre Miniut, qui havia decidit repatriar als colons dispersos al llarg del Delaware, Connecticut i Fort Orange, per concentrar-los a Manhattan. Però aquesta colònia va estar molt mal gestionada i la seva població, que provenia de diferents països europeus, tenia el problema de caure en el desenfrenat consum de l'alcohol. Els abusos de poder eren freqüents i la Companyia Neerlandesa de les Índies Occidentals va perdre progressivament la seva influència sobre la colònia, la qual cosa va fer que els atacs dels indis es multipliquessin.
La situació va evolucionar el 1647, quan Peter Stuyvesant va ser nomenat director general dels Nous Països Baixos i de Curaçao. Va constatar que la colònia no comptava amb una veritable fortalesa per protegir-se i que la immoralitat, l'embriaguesa i els jocs de cartes constituïen el dia a dia dels colons. Llavors emprèn un conjunt de projectes de construcció que incloïa ponts, escoles i molls. Igualment, Stuyvesant va emprendre obres per dotar a la ciutat de fortificacions que defensessin a la població. El 2 de febrer de 1653, la ciutat es va constituir oficialment en un municipi.
De 1640 a 1664, la colònia va passar de 400 a 1.500 habitants. El comerç amb la colònia anglesa de Virgínia i les Antilles es va desenvolupar. A més, exportava fusta, pells i tabac a la metròpoli. Fins i tot abans de la fi del règim neerlandès el 1674, el comerç de pells havia estat suplantat per l'exportació de productes alimentaris i de tabac.

## Seglesxviiixviii: de la tutela anglobritànica a la Independència

### Dominació britànica (1664-1775)
La rivalitat marítima entre neerlandesos i anglesos va prendre fi amb la victòria d'aquests últims a l'Amèrica del Nord. El rei d'Anglaterra Carles II va donar al seu germà, el Duc de York, un vast territori que incloïa la colònia neerlandesa. El 1664, Nova Amsterdam es va rendir als anglesos sense oferir resistència. Aquesta va ser immediatament rebatejada com « Nova York » en honor del Duc de York.
La ciutat es va desenvolupar ràpidament: el 1700, comptava amb prop de 5.000 habitants. El comerç es va diversificar; la farina es va convertir en un dels principals productes d'exportació. És per aquest motiu que, fins a l'actualitat, les armes de Nova York mostren, entre altres imatges, un barril de farina. En concloure la Segona guerra Anglo-Holandesa el 1667, amb la signatura del Tractat de Breda, es va acordar de forma definitiva que la sobirania de la colònia corresponia als anglesos, mentre que els neerlandesos van rebre a canvi el Surinam. L'auge econòmic va començar al voltant de 1730. Puritans anglesos que fugien les persecucions religioses als seus països d'origen s'hivan instal·lar i van entaular el comerç triangular en vendre esclaus africans a les Antilles i a les colònies britàniques de Virgínia, Maryland i les dues Carolines.

### El replantejament de la supremacia britànica (1765-1785)

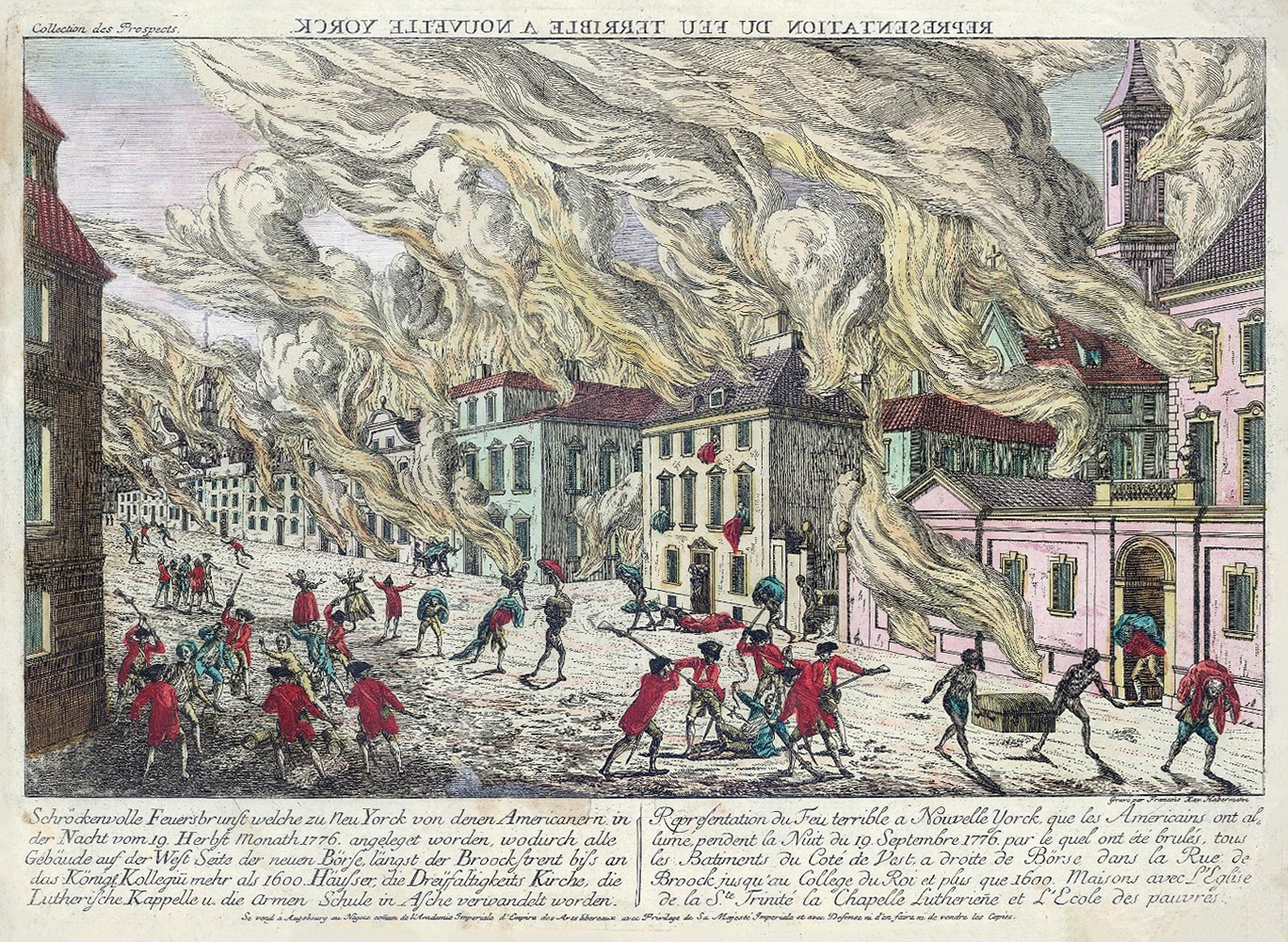
El Gran Incendi de Nova York (1776).

El 1765 el Parlament britànic va aprovar la llei Stamp Act, per la qual imposava la utilització de timbres fiscals en els periòdics i documents oficials britànics a les Tretze colònies britàniques d'Amèrica. L'establiment d'aquesta nova taxa va provocar la reunió a Nova York dels delegats de nou de les tretze colònies, els qui van protestar contra aquest impost. Aquest impost va ser derogat l'any següent. El 24 de març de 1765, el Parlament de Londres va promulgar una primera Llei de l'Allotjament, per la qual s'exigia a les assemblees colonials atendre les necessitats de les tropes armades britàniques. La decisió va provocar una sèrie de revoltes a les ciutats nord-americanes. A Nova York, l'assemblea es va negar a finançar les tropes i, com a represàlia, va ser suspesa al desembre de 1766. Una segona aprovada llei d'allotjament va ser aprovada el 1774.
Els comerciants de Nova York van exercir un rol important en els inicis de la lluita per la independència, en organitzar el boicot dels productes britànics el 1768. Així mateix, va ser a Nova York on va sorgir el moviment Sons of Liberty (Fills de la Llibertat). El governador britànic va ser expulsat el 1775, amb la qual cosa la ciutat es va adherir a les tretze colònies britàniques rebels el 9 de juliol de 1776.
Després de la derrota americana al Setge de Boston, el general George Washington es va adonar de quin havia estat l'estratègia adoptada pels britànics: dividir les colònies per mitjà de la captura dels ports i rius estratègics de la ciutat de Nova York. Així, va començar a fortificar la ciutat i va prendre personalment el control de l'Exèrcit Continental el 1776. En aquest context, van tenir lloc cinc batalles de la Guerra d'independència a la regió de Nova York, en particular la Batalla de Brooklyn (algunes vegades anomenada Batalla de Long Island), el 27 d'agost de 1776. Els americans vençuts es van batre en retirada cap a Manhattan.
El 21 de setembre de 1776, després del desembarcament dels britànics a Kips Bay i de la Batalla de Harlem Heights, un gran incendi va destruir la quarta part de la ciutat. D'aquest episodi, es recorda la frase del jove capità americà Nathan Hali, executat pels britànics després de ser capturat en una missió d'espionatge: «El meu únic pesar és de tenir solament una vida que perdre pel meu país». La caiguda del Fort Washington el 16 de novembre de 1776 va marcar l'inici de la reocupació britànica. La ciutat va romandre en mans britàniques fins al 16 de novembre de 1783, data en la qual les últimes tropes britàniques van abandonar Nova York. Aquest dia, l'Evacuation Day, ha estat, per tant, celebrat durant dècades com una veritable festivitat. La fi de les hostilitats el 1783 va fer possible que George Washington entrés victoriós a Nova York.

Bandera dels Fills de la Llibertat, que corresponia a les nou colònies presents al congrés reunit per discutir sobre l'Stamp Act.

Si bé els Fills de la Llibertat van estar molt actius a la ciutat i que una estàtua de Jordi II va ser derrocada i, després, fosa per fabricar municions al moment de la Declaració d'Independència dels Estats Units, Nova York albergava sens dubte més lleialistes que qualsevol altra ciutat de les tretze colònies abans de l'inici de les hostilitats. Després de l'inici de l'ocupació militar consecutiva als primers èxits de l'exèrcit britànic, es va iniciar l'èxode del conjunt de patriotes i altres lleialistes provinents de la resta de les colònies. Així, la ciutat es va convertir en un bastió profundament lleialista durant la resta de l'ocupació britànica, sent el centre polític i militar de les operacions britàniques durant el conflicte.
Aquesta posició de centre de l'activitat britànica va situar a Nova York a l'interior de la xarxa d'informació de George Washington. Els presoners americans eren retinguts la major part del temps en condicions inhumanes en navilis-presó britànics en plena descomposició, en les proximitats de la badia de Wallabout. El fet de mantenir condicions d'empresonament insuportables tenia com a objectiu incitar als joves soldats a enrolar-se en la marina britànica.

### Nova York, capital dels Estats Units (1785-1790)

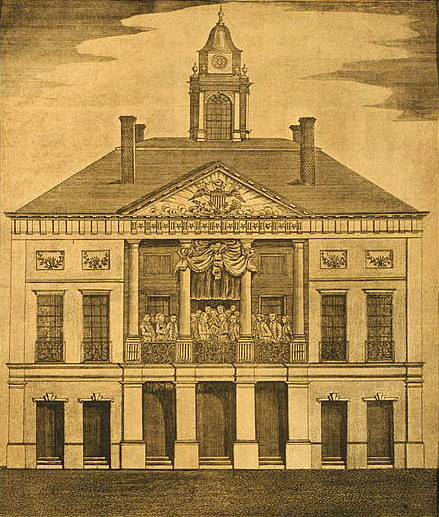
Federal Hall

El 1785, el Congrés Continental es va instal·lar a Nova York, que va funcionar des de llavors de capital provisional dels Estats Units. Però, sota pressió de Thomas Jefferson, el Congrés es va traslladar a Filadèlfia cinc anys més tard. El 1789, el primer President dels Estats Units, George Washington, va prestar jurament sobre la Bíblia en la balconada del Federal Hall, edifici renovat per l'arquitecte francès Pierre Charles L'Enfant. El 1790, la seu del govern federal va ser transferida a Filadèlfia i, el 1797, el govern de l'Estat de Nova York es va instal·lar a Albany. Des de llavors, únicament el seu rol econòmic va explicar el creixement de Nova York. Des de 1792, un grup de comerciants va començar a reunir-se sota un arbre a Wall Street, prefigurant el que es convertiria posteriorment en la Borsa de Nova York. Aquest estiu, una epidèmia de febre groga va provocar un èxode dels habitants de Nova York en direcció de Greenwich Village.

## Seglexix: entre la influència econòmica i la crisi violenta

### Les noves dinàmiques de creixement i d'urbanització
El segle xix es va caracteritzar per un ràpid creixement de la ciutat de Nova York, la qual cosa va imposar l'establiment de noves regles en matèria d'habilitació urbana. D'aquesta manera, el 1811, el Commissioners' Plan va ser adoptat per les autoritats administratives de la ciutat. Aquest pla fundacional va imposar el pla hipodàmic d'organització de la ciutat. Preveia llavors la creació de setze avingudes en la direcció nord-sud, creuades perpendicularment per 155 carrers en la direcció est-oest, projectes que van ser posats globalment en obra.
El Commissioners' Plan de 1811 no tenia en compte la construcció del Central Park; no obstant això, entre 1821 i 1855, la població de l'àrea metropolitana de Nova York va quadruplicar. Com que la ciutat s'havia ampliat, la gent tenia pocs espais oberts als quals acudir, i anava principalment als cementiris per allunyar-se de la sorollosa i caòtica vida de la ciutat. Poc després, la necessitat per part de la ciutat de Nova York de posseir un gran parc públic va ser expressada pel poeta i redactor del llavors Evening Post (l'ara New York Post), William Cullen Bryant, i pel primer arquitecte paisatgístic nord-americà, Andrew Jackson Downing, que va començar a fer pública la necessitat que tenia la ciutat d'un parc públic el 1844. Un lloc elegant pel passeig a l'aire lliure, com el Bosc de Boulogne a París o el Hyde Park de Londres, va ser el motiu pel qual molts novaiorquesos influents van donar suport a la idea, i el 1853 la legislatura de l'Estat de Nova York va donar 2,8 km², l'àrea situada entre els carrers 59 i 106, per a la creació del parc, i va imposar un pressupost màxim de 5 milions de dòlars. Uns altres grans projectes van canviar també les decisions previstes per al Pla, com la construcció de l'immens Rockefeller Center, de la Universitat de Colúmbia, de Times Square o fins i tot, més recentment, del Lincoln Center.

### Un creixement econòmic excepcional

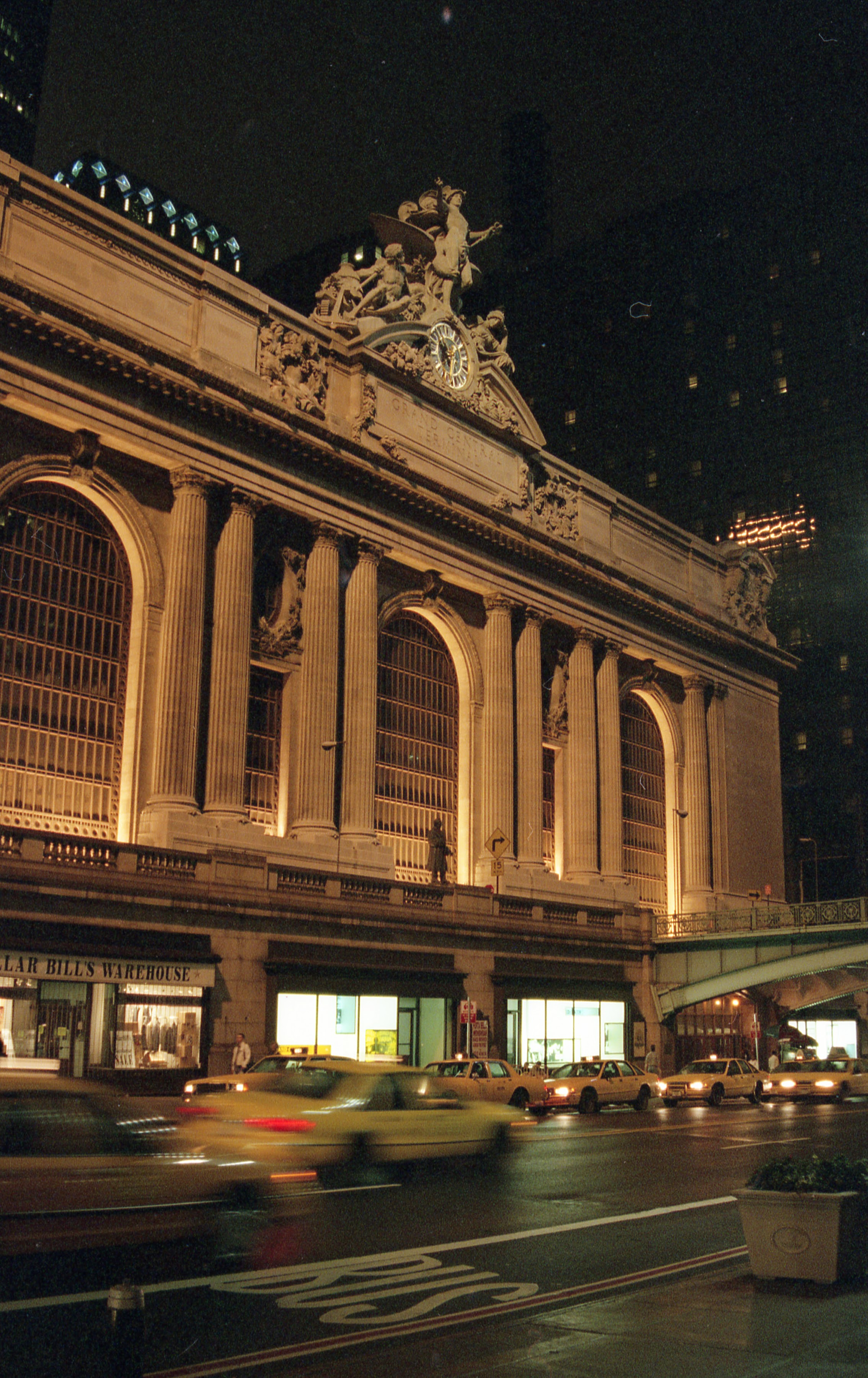
L'estació Grand Central: els ferrocarrils estaven a l'origen del desenvolupament econòmic de Nova York al

El desenvolupament de Nova York va ser facilitat per la modernització i l'extensió de les xarxes de transport: el canal Champlain (1823) i el canal d'Erie (1825) unien Nova York amb l'interior i als Grans Llacs d'Amèrica del Nord. El canal que unia el riu Delaware i Raritan (1824) també comunicava amb Filadèlfia al sud-oest. Robert Fulton va fer navegar els primers vaixells de vapor sobre el riu Hudson. Els enllaços ferroviaris es van multiplicar a partir dels anys 1830 i Cornelius Vanderbilt va construir l'estació de Grand Central sobre el carrer 42 als anys 1870. Per la via marítima, els transatlàntics unien Nova York amb Europa.
Nova York va afirmar ràpidament la seva vocació comercial gràcies al seu port. Al voltant de 1860, el port de Nova York va assegurar dos terços de les importacions i una quarta part de les exportacions nord-americanes. El 1884 el 70% de les importacions nord-americanes transitaven pel port de Nova York. Les mercaderies que passaven pel port eren diverses: cotó, farina i carn eren enviades a Europa. Teles, alcohol, sucre, cafè, te, cigars eren descarregats en els molls de la badia. A la segona meitat del segle xix, quan els Estats Units es van convertir en una potència industrial de primer ordre, els productes manufacturats representaven una part creixent de les exportacions. El port de Nova York va créixer en els anys 1850 i 1860, especialment, a Brooklyn i a la riba de Nova Jersey. Els primers molls d'embarcaments revestits (els Piers) van aparèixer als anys 1870. Sobre el riu Hudson, les instal·lacions portuàries arribaven fins al carrer 70 de Manhattan a finals del segle xix. Al pas cap al segle xx el port de Nova York era el més important del món.
Amb la Revolució industrial i l'auge industrial, les fàbriques, manufactures i tallers van ser cada vegada més nombrosos: el 1806, William Colgate va obrir una fàbrica d'espelmes, de midó i de sabó al sud de Manhattan no obstant això, ràpidament va fer falta espai a l'illa i diverses indústries es van instal·lar a les zones perifèriques. Les principals activitats de l'aglomeració urbana estaven llavors relacionades amb el sector agroalimentari (refineries de sucre, escorxadors, cerveseries, tabaqueres), el tèxtil (tallers de confecció), les construccions navals i impremtes. Cap a l'any 1900, Nova York era la ciutat industrial més important dels Estats Units.
També va ser al segle xix quan Nova York es va posicionar com a primer centre de negocis del país: la vocació financera de la metròpoli es va desenvolupar amb la creació del Banc de Nova York per Alexander Hamilton el 1784 i l'obertura de la Borsa de Nova York el 1792. Més tard, es van fundar borses especialitzades (de grans el 1850; de cotó el 1868). Les cases de negocis es van concentrar al sud de Manhattan. Aprofitant el dinamisme dels ferrocarrils, els bancs comercials es van multiplicar, passant de 25 el 1845 a 506 el 1883. Les grans marques com Macy's i Bloomingdale's van aparèixer en la segona meitat del segle xix, quan Broadway es va convertir en l'artèria comercial de la ciutat.

### Una població creixent i diversa

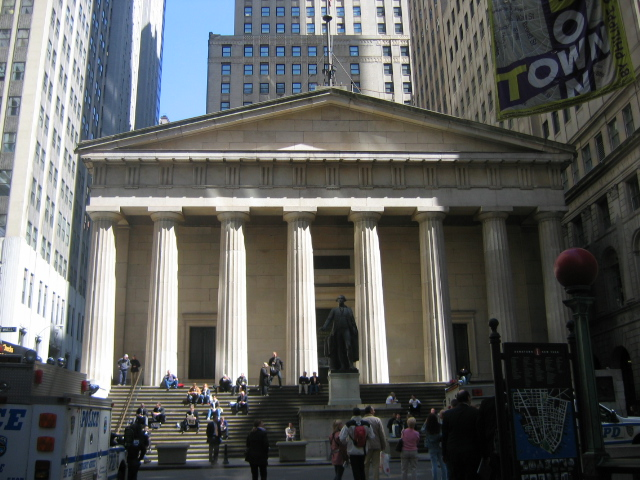
Federal Hall (1842), situat a prop de la Borsa de Nova York

A mitjan segle xix, més de la meitat dels novaiorquesos havien nascut a l'estranger; entre 1820 i 1890, més de deu milions d'immigrants es van instal·lar a la metròpoli fugint de la crisi econòmica i de les persecucions que tenien lloc a Europa. Els immigrants més nombrosos eren els alemanys i els irlandesos: els primers van abandonar el seu país després de les Revolucions de 1848 i els segons a causa de la Gran fam irlandesa. Van sorgir barris ètnics a Manhattan: per exemple, els alemanys es van concentrar al Lower East Side. La immigració irlandesa va conduir a la creació de noves parròquies catòliques i d'un arquebisbat el 1850. Cada comunitat va desenvolupar les seves xarxes d'ajuda mútua, associacions i periòdics. De vegades, les tensions entre aquests grups van degenerar en revoltes, com les de 1871 entre catòlics i orangistes que van tenir 65 morts com a resultat.
Enfront d'aquest creixement demogràfic, les autoritats municipals van estendre al conjunt de l'illa de Manhattan el pla d'urbanització des de l'any 1811. El 1900 Manhattan estava totalment parcel·lada. En el curs de la primera meitat del segle xix, el creixement urbà va ser interromput diverses vegades, amb els incendis de 1835 i 1845 i per la crisi econòmica de 1837. Diversos edificis van ser llavors reconstruïts d'acord amb l'estil neoclàssic, com el Federal Hall (1842). Amb l'auge demogràfic, l'oferta d'allotjament va ser ràpidament insuficient. Els novaiorquesos més pobres vivien amuntegats en departaments estrets i insalubres denominats tenements. Una llei de 1879 exigia que cada habitació tingués, almenys, una finestra per millorar la ventilació i la il·luminació.

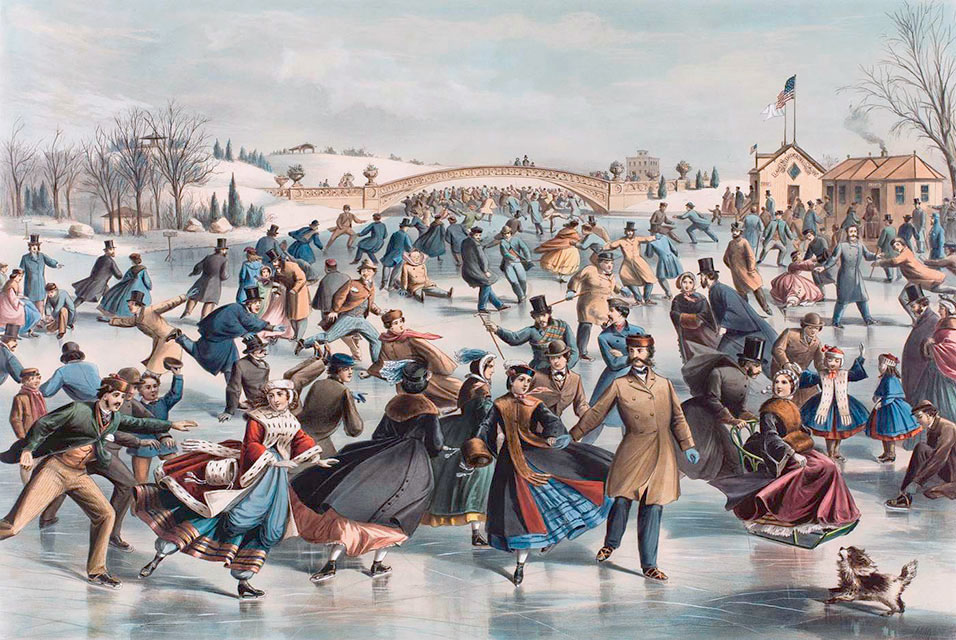
Central-Park, Winter: The Skating Pond, 1862

L'extensió urbana va superar el límit de Manhattan: Jersey City i Newark van créixer gràcies a les indústries i als enllaços establerts pel ferri. El barri de Brooklyn va adquirir l'estatus de ciutat el 1834 i va adoptar un pla d'urbanisme ortogonal. La perifèria de la ciutat va ser estimulada pels trens de rodalies. El transport urbà es va modernitzar, passant del bus als tramvies hipomòbils i, aviat, al metro.
Les desigualtats socials eren importants en el Nova York del segle XIX: la quantitat de persones riques va augmentar i certs noms es van destacar per la seva fortuna (Andrew Carnegie, John D. Rockefeller, John Jacob Astor, etc.). Es van construir luxoses mansions a Washington Square, Lafayette Place, la Cinquena Avinguda, al barri de Brooklyn Heights i a Marcus Garvey Park a finals del segle xix. La burgesia vivia segons els codis de conducta de la societat victoriana. Una classe mitjana d'artesans, comptadors, venedors, empleats emergia a poc a poc. Amb el desenvolupament industrial de Nova York, el nombre d'obrers va augmentar fortament, passant de 30.000 el 1840 a 220.000 quaranta anys més tard. Els obrers es reunien a les tavernes de Bowery. La ciutat va presenciar regularment moviment de vagues com el 1833 i el 1836. Els problemes socials van ser en part solucionats per les esglésies i les associacions que es van multiplicar, com la Societat novaiorquesa per a la millora de la condició dels pobres (1843).

### Nova York durant la Guerra de Secessió

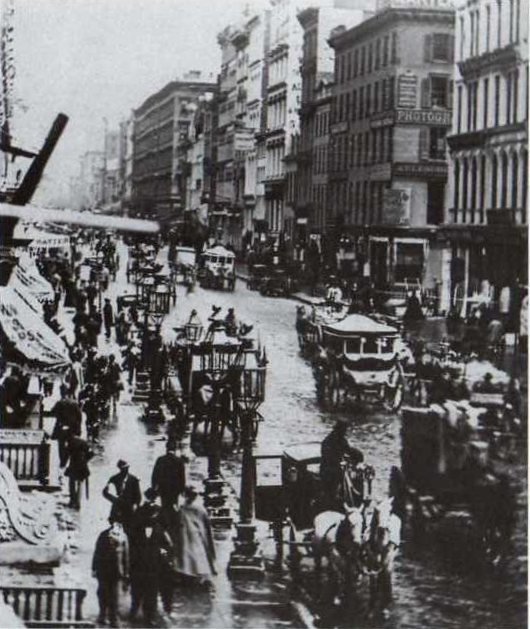
Broadway el 1860, un any abans de l'inici de la Guerra de Secessió (1861-1865)

La ciutat de Nova York va exercir un rol fonamental en la Guerra de Secessió, en proporcionar tropes, mercaderies i equips diversos a l'Exèrcit de la Unió. Malgrat tot, els forts vincles comercials existents amb els meridionals van crear una disensió entre els habitants, doncs alguns van prendre partit per la Unió, mentre que uns altres ho van fer per la Confederació. Aquests disturbis civils van culminar el 1863 amb revoltes violentes com a resposta a la conscripció llançada per Abraham Lincoln (the Draft Riots); no obstant això, la influència dels polítics i periòdics novaiorquesos més importants van permetre orientar a l'opinió pública cap al suport de la Unió i del seu president, Abraham Lincoln. El port de Nova York va exercir igualment un rol, a causa que allà es trobava el punt d'ingrés permanent d'immigrants provinents d'Europa, essencialment alemanys i irlandesos, els quals van ser moltes vegades enrolats a l'Exèrcit de la Unió.

#### L'inici del conflicte
Al moment en què va esclatar la guerra, Nova York era vista com una de les ciutats més poderoses dels Estats Units, així com un veritable «gresol de races», de cultures i d'opinions polítiques. L'alcalde demòcrata de la ciutat en aquesta època, Wood, era un dels nombrosos simpatitzants dels Estats Confederats. Per aquest motiu, va suggerir que Nova York fes la seva pròpia secessió a fi de poder continuar comerciant cotó amb els Estats del sud. Molt abans de la guerra, els demòcrates ja havien guanyat gran influència a Nova York, en particular, gràcies al Tammany Hall.
La ciutat es va proveir progressivament de mitjans de defensa contra els eventuals atacs meridionals: nombrosos forts anteriors al conflicte van ser integrats per servir de muralles contra els assalts enemics. Així mateix, la ciutat es va dotar d'hospitals, camps d'entrenament militar, com aquell de Riker's Island. La drassana de Brooklyn, el New York Navy Yard, va ser també un lloc clau en l'estratègia de la Unió.

#### El reclutament militar a Nova York
Malgrat els nombrosos qüestionaments en contra dels nomenaments de voluntaris ordenats per Lincoln després del bombardeig de Fort Sumter, els novaiorquesos es van mobilitzar en quantitat per enrolar-se en l'exèrcit o recaptar fons o suport per a les tropes recentment incorporades. En tres mesos, els novaiorquesos van recaptar 150 milions de dòlars per a la guerra. A la darreria de 1861, 30.000 soldats van ser mobilitzats solament a la ciutat de Nova York i, en el curs de la guerra, al voltant de 100.000 soldats de tot l'Estat van partir a la guerra.
El 1862, George Opdyke, partidari de Lincoln des de diversos anys abans del conflicte i alcalde de Nova York, va mobilitzar a la ciutat per reforçar a l'exèrcit i evitar el pànic a les zones comercials com Wall Street quan els exèrcits de la Unió van tenir dificultats. Especialment, Opdyke va fer grans esforços en la mobilització dels immigrants.

#### L'episodi sagnant delsDraft Riots

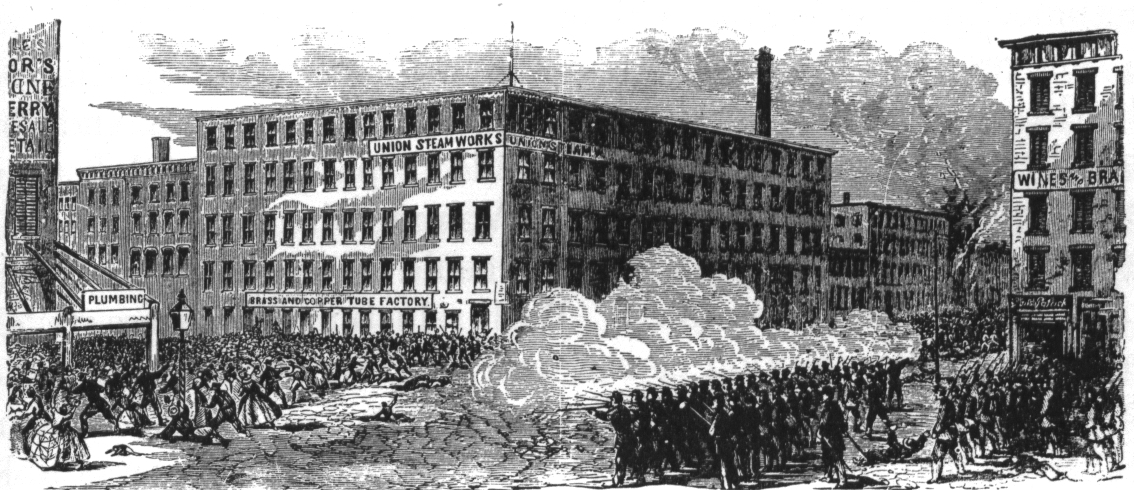
Draft Riots

Malgrat haver aconseguit una mobilització molt important, la ciutat no va recolzar l'aplicació de noves lleis sobre l'enrolament de soldats, que permetien al govern reclutar a soldats amb edats de 18 a 35 anys. Els novaiorquesos van manifestar amb violència el seu descontentament en veritables «revoltes de l'enrolament» (Draft Riots), que es van tornar ràpidament a atacar les poblacions afroamericanes. Lincoln va ser llavors forçat a enviar tropes per aplacar les revoltes. Cinc regiments federals van ser desplegats a Nova York per restablir la calma. El resultat va ser un centenar de morts.

### Gestió de la ciutat i naixement del Central Park
Després de la guerra, el flux d'immigrants europeus va augmentar. Per administrar aquesta immigració, es va construir un centre de trànsit a l'illa Ellis, propera a l'illa de la Llibertat on es troba l'Estàtua de la Llibertat.
Des de 1821, el sufragi censatari va ser abolit a l'Estat de Nova York: el cos electoral es va ampliar i la democràcia va progressar el 1834, quan l'elecció de l'alcalde de Nova York es va dur a terme per sufragi directe. El 1844 es va crear una policia municipal, el New York City Police Department, que existeix fins a l'actualitat sota la mateixa denominació. Després de les epidèmies de còlera de 1832 i 1866, la municipalitat de Nova York va decidir dedicar recursos a la canalització de l'aigua i de les aigües residuals: un servei de clavegueram va ser fundat el 1849 i es van obrir banys públics als anys 1850. El 1842 es va posar en obres un aqüeducte a fi de portar l'aigua del riu Croton, un afluent del Hudson, a la ciutat.
Enfront de la urbanització galopant de Manhattan, es van alçar moltes veus per reclamar la creació d'un espai verd, a imatge del Bosc de Boulogne a París o de Hyde Park a Londres. Entre els qui reclamaven l'habilitació d'un parc, es trobava el paisatgista Andrew Jackson Downing i escriptors com George Bancroft i Washington Irving. El poeta i periodista del New Evening Post, William Cullen Bryant, qui era una de les persones a favor del projecte, exigia així que: «La municipalitat obri un parc, un gran parc, un veritable parc que, per a la sana diversió del poble, ho allunyi de l'alcohol, del joc i dels vicis, per educar en les bones maneres i en l'ordre.»
El 1850 va proposar que la municipalitat comprés una parcel·la que va qualificar de «terra erma, lletja i repugnant», sobre la qual el projecte podria sortir a la llum, el que es va fer el 1853. El 1857 es va organitzar un concurs per dissenyar els plànols, el qual va ser guanyat pel projecte del Greensward Plan, elaborat per l'escriptor Frederick Law Olmsted i l'arquitecte britànic Calvert Vaux. Amb el nom nou de Central Park va ser acabat el 1873, després de tretze anys de treballs. Des de la inauguració va ser i quedar un dels llocs d'oci de la ciutat. La inauguració del zoològic de Central Park el 1864 en va augmentar igualment amb la popularitat.
El 1898 la ciutat de Nova York es va organitzar administrativament tal com se la coneix avui dia. La fundació del City of Greater New York (la «Gran Nova York»), que reunia a la ciutat de Nova York, el Kings County (Brooklyn), Queens i el Richmond County (Staten Island) establia igualment el principi dels districtes (boroughs).

### Desenvolupament de la cultura

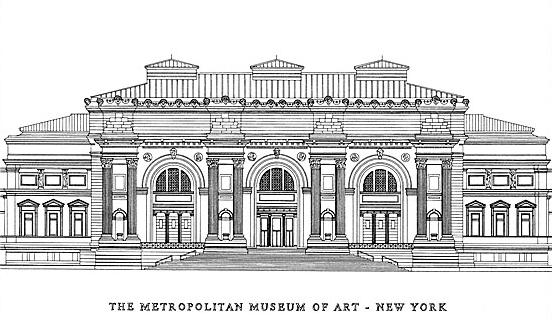
Façana del Metropolitan Museum of Art, construït el 1870, símbol de la naixent influència cultural de Nova York

Va ser també durant la segona meitat del segle xix quan es va crear la major part d'institucions culturals de Nova York (Metropolitan Museum of Art el 1870, Metropolitan Opera el 1883, American Museum of Natural History el 1877, New York Public Library el 1895, Brooklyn Museum el 1895-1915 i nova infraestructura civil, com el pont de Brooklyn, acabat el 1883.
Així mateix, van aparèixer universitats: la Universitat de Nova York (1831), el City College of New York (1847). Per la seva banda, la Universitat de Colúmbia, fundada al segle xviii, es va diversificar en obrir una escola de dret (1858) i una escola de ciències polítiques (1880).
Les grans fortunes de Nova York van patrocinar obres de filantropia. Entre 1888 i 1908, les finances de la ciutat van augmentar en un 250%. Així també, al segle xix, l'aglomeració urbana es va dotar de periòdics prestigiosos: el New York Herald Tribune (1833) i el New York Times (1851), mentre que la premsa popular es va desenvolupar entorn de The Sun.

## Seglexx: La construcció accidentada d'una «ciutat-món»

### La necessària modernització dels transports
Durant la primera meitat del segle xx la ciutat va esdevenir un centre d'envergadura internacional a nivell industrial, comercial i per a les comunicacions. L'Interborough Rapid Transit, la primera companyia de metro, va aparèixer el 1904 i va ser seguida per la reconstrucció de la Grand Central Terminal el 1913. L'autoritat del port de Nova York va sorgir el 1921 i va emprendre la construcció del George Washington Bridge, inaugurat el 1931. L'alta densitat de tràfic automòbil va portar a la municipalitat a traçar un nou pla d'urbanisme i a unir Manhattan per mitjà de nova infraestructura: el Túnel Holland va ser edificat entre 1920 i 1927 i vies ràpides (parkways) van circumdar a poc a poc a l'illa.

### L'aparició dels gratacels

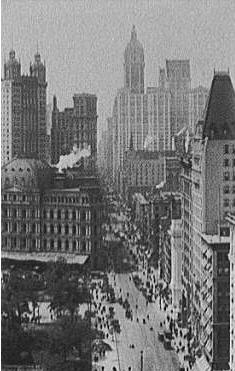
Broadway el 1909.

Des de 1902, es va construir el primer gratacel a Nova York: l'edifici Flatiron. Posteriorment, amb la proliferació de seus centrals d'empreses i la falta d'espai a Manhattan, l'arquitectura del sud de l'illa es va fer més i més vertical. Així, el Metropolitan Life Tower, construït el 1907, tenia 213 metres d'altura i 50 plantes. L'edifici Woolworth, culminat el 1913, mesurava 241 metres amb 57 pisos i es va mantenir com l'immoble més alt del món fins a 1930. El 1929 Nova York ja comptava amb 188 edificis de més de 20 pisos. A partir dels anys 1920, es va construir un segon districte de negocis més al nord, a Midtown.
A partir dels anys 1930, la major part dels gratacels més alts del món van ser edificats en l'estil art déco: l'edifici Chrysler, l'Empire State, etc. Ràpidament, diversos arquitectes nord-americans com Louis Sullivan van criticar aquesta nova arquitectura vertical. L'elevació vertiginosa dels edificis impedia que la llum del sol arribés al terra. El pla ortogonal va implicar una congestió del trànsit.
Finalment, van sorgir nous problemes de seguretat, en particular, en matèria d'incendis. Des de 1916, per respondre a aquestes dificultats, es va aprovar a Nova York una llei sobre la zonificació (Zoning Law). El reglament obligava als arquitectes a adaptar l'altura dels edificis a l'amplària dels carrers. Aquesta llei va romandre en vigor fins a 1961. Va donar lloc a la construcció d'edificis de forma piramidal com l'edifici Seagram (de Ludwig Mies van der Rohe i Philip Johnson, 1958) que va procurar una retirada de 28 metres respecte a Park Avenue.

### El poble novaiorquès i el gresol de cultures
Des de les primeres dècades del segle xix, la immigració va canviar de naturalesa: des de llavors, aportava europeus del sud (italians) i de l'est (polonesos, russos). Els fluxos interns corresponien als afroamericans del sud del país, fins llavors poc nombrosos a la ciutat, i als portorriquenys. A l'inici del segle xx, sis adolescents de cada deu a Nova York tenien almenys un pare d'origen estranger. En canviar el segle, Manhattan era així un veritable mosaic de cultures: els russos i els polonesos dominaven el sud-est de l'illa, els italians estaven presents una mica pertot arreu, els irlandesos ocupaven Midtown oest, mentre que els txecs i els hongaresos es van instal·lar sobretot a Upper East Side. L'1 d'abril de 1892, l'illa Ellis va obrir oficialment i es va convertir en una veritable porta d'ingrés al Nou Món per a milions d'immigrants. L'illa va rebre al voltant de 12 milions de persones des de la seva obertura l'1 d'abril de 1892 fins a la seva clausura l'11 de setembre de 1954.

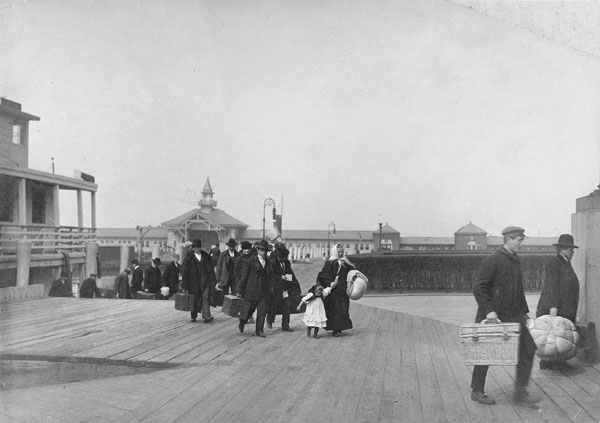
Immigrants desembarcant a l'Illa Ellis buscant el somni americà el 1900

Un dels fenòmens més destacables d'aquesta immigració era que tots aquests pobles europeus tendien a uniformar-se entorn d'un model d'«Anglo Conformity», literalment «Angloconformisme»; perdent una part de la seva identitat cultural a canvi d'una promesa de mobilitat social que era, sovint, impossible d'obtenir. Va ser en aquesta època que Israel Zangwill va parlar per primera vegada del "gresol de races". Després van ser els jueus que fugien dels pogroms a Europa, els qui es van instal·lar a Lower East Side i a Brooklyn. Més tard, els jueus que fugien del règim nazi es van instal·lar en gran quantitat a Washington Heights. Els afroamericans del sud del país es van reagrupar als barris de Harlem o de Bedford-Stuyvesant, que es van convertir en els anys 1940 en una espècie de ghettos.
Al pas cap al segle xx arran dels informes i la pressió de les associacions, la qüestió de l'allotjament popular es va convertir en un tema de preocupació. La immigració mateixa va entrar en debat, com ho atesta el discurs de Frank P. Sargent, supervisor general de la immigració a l'Illa Ellis:
| « | L'hora ha arribat per a cada ciutadà nord-americà de considerar amb profunds dubtes la potent onada d'immigració que, tret que es faci alguna cosa, enverinarà o, almenys, contaminarà la font mateixa de la vida americana i del progrés. Tan grans com som, no podem avalar un menjar, la successió del qual de plats mai es deté, sense sofrir una indigestió o una apendicitis nacional. | » |

Es van posar en funcionament, primer, un Departament municipal de tenements i, després, una New York City Housing Authority. 40.000 cases de veïnatge van ser destruïdes en els anys 1920 i, en el seu lloc, es van construir allotjaments socials. La Gran Depressió va tirar al carrer a milers de novaiorquesos, alguns dels quals van habitar en els refugis de Central Park. La llei Wagner-Steagall va ocasionar la proliferació de grans conjunts habitacionals.

### Nova York, focus cultural i esportiu d'envergadura nacional
Nova York es va convertir en un centre artístic principal, especialment amb les comèdies musicals de Broadway, Tin Pa Alley i el Renaixement de Harlem. Aquest rol va augmentar cap a finals dels anys 1930 amb l'afluència de refugiats polítics europeus que incloïen a gran quantitat d'intel·lectuals, músics i artistes.
Va ser a la zona de Greenwich Village on es van reunir els artistes i els escriptors. El lloc era freqüentat pels homosexuals, avantguardistes i els contestataris. Les galeries i els tallers van ser els llocs privilegiats de l'evolució de la pintura: a Greenwich Village van treballar els pintors realistes (Thomas Benton, Edward Hopper) i moderns (Jackson Pollock, Willem de Kooning).
Amb l'Armory Show (1913), la inauguració del Museu d'Art Modern de Nova York (1929), del Whitney Museum of American Art (1931) i del Solomon R. Guggenheim Museum (1937), Nova York es va convertir en una de les capitals mundials de l'art modern. Aquesta posició va ser reforçada per l'afluència d'artistes, músics i escriptors europeus durant la Segona Guerra Mundial (Marc Chagall, Béla Bartók, Hannah Arendt).
Durant la primera meitat del segle xx, Nova York va ser un centre important per als mitjans de comunicació: la metròpoli comptava amb nombroses agències d'informació i de periòdics prestigiosos. En els anys 1920, van aparèixer els primers tabloides, mentre que en els anys 1930 les cadenes de ràdio CBS i NBC es van instal·lar en el Rockefeller Center, que va ser aviat sobrenomenat «Radi City». Es van habilitar dos teatres en el complex: el Radio City Music Hall, que era el més gran amb gairebé 6.000 seients; i el RKO Roxy o Center Theater, que comptava amb 3.509 seients i que va ser destruït el 1954. Malgrat la competència de Los Angeles, Nova York va seguir sent fins a 1945 un centre cinematogràfic important: exercia el control financer de la indústria del setè art, produïa pel·lícules en els seus estudis i posseïa moltes sales de projecció.
Des del punt de vista esportiu, el segle xx va consagrar a Nova York com una de les capitals nord-americanes de l'esport. Des de 1905, l'Open dels Estats Units es va instal·lar a un suburbi de Nova York, a Forest Hills, Queens. A més, en totes les principals disciplines nacionals, els clubs novaiorquesos van brillar, en particular, amb els New York Yankees en beisbol i els New York Giants en futbol americà.

### Problemes socials del període d'entreguerres

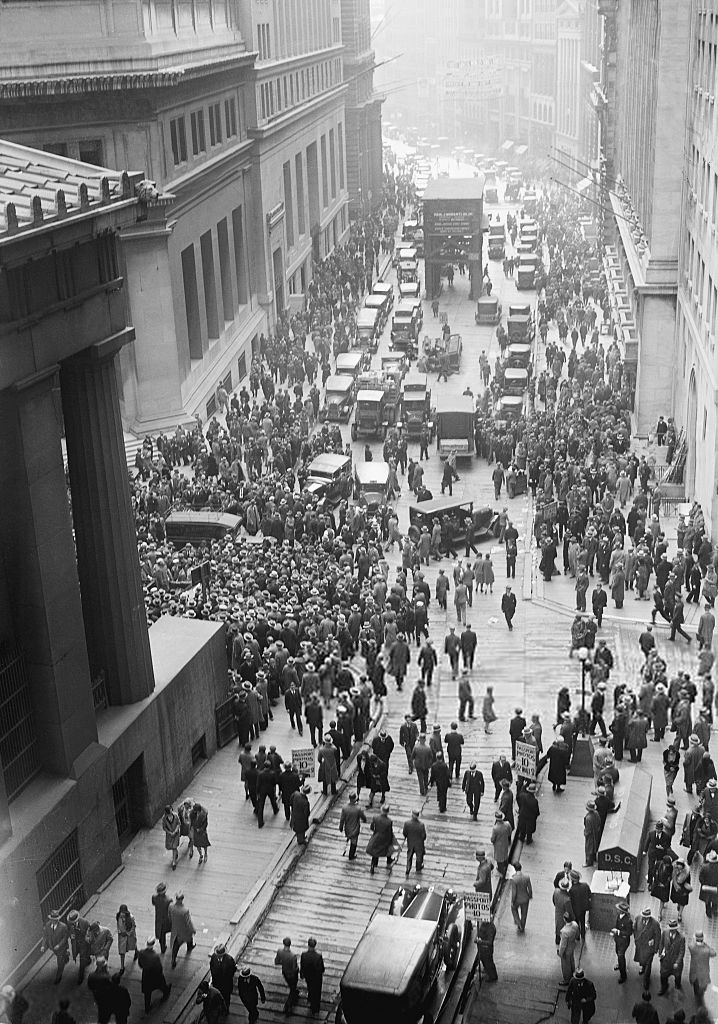
La multitud s'arremolina enfront de la Borsa de Nova York el dia del Crack del 29, marcant l'inici de la Gran Depressió.

El 1919 Nova York va ser sacsejada, com altres ciutats de tot el país, per vagues massives: dels estibadors al gener, dels actors a l'agost i dels bombers al setembre. Els obrers reclamaven augments de salari per compensar la inflació, així com millors condicions laborals. El 16 de setembre de 1920, una bomba va volar la seu de la companyia JP Morgan Chase a Wall Street, amb 38 morts i 200 ferits com a resultat.
Els anys 1920 també van estar marcats per la Llei seca, l'obertura dels speakeasies, establiments de venda i consum de begudes alcohòliques, així com pels bootleggers o contrabandistes d'alcohol. Nombrosos bars i clubs de Harlem, exclusius per a blancs, eren llavors controlats per les màfies jueva i italiana. En particular, el gàngster «Dutch» Schultz controlava la producció i distribució de les begudes alcohòliques en el veïnat. El famós padrí de la màfia italiana, Lucky Luciano, va ser qui va comandar la seva execució el 1935.
La Gran Poma no va escapar de la Gran Depressió dels anys 1930; va ser a més a la borsa de Wall Street on es va manifestar el crack del 29 que va antecedir a la crisi mundial. La desocupació i la pobresa van augmentar ràpidament i es van desenvolupar barraques entre el carrer 72 i la 110. Al març de 1930, el Partit Comunista nord-americà va organitzar una manifestació que va reunir a unes 35.000 persones als carrers de Nova York. Al març de 1936, un de cada cinc novaiorquesos rebia ajuda pública. Els diferents programes de la Works Progress Administration, la principal agència instituïda en el marc del New Deal de Roosevelt, donava treball a centenars de milers de persones. Fiorello LaGuardia, alcalde de Nova York de 1934 a 1945, va marcar la història de la ciutat a causa de la seva popularitat. Segons un sondeig conduït amb historiadors, sociòlegs i periodistes, i publicat en el llibre The American Major de Melvin G. Holli, LaGuardia es troba en el primer lloc dels alcaldes de Nova York i dels Estats Units que li va valer l'àlies de «Petita flor» i bons resultats electorals. El 1935 es va construir el primer complex d'habitatges socials dels Estats Units.
Durant la Segona Guerra Mundial, la ciutat de Nova York va sofrir certes mutacions a causa de l'amenaça alemanya; els navilis temien ser atacats pels O-Boots i es van establir barricades a diversos edificis, especialment, a nivell de les finestres, per por dels bombardejos alemanys que no van tenir lloc finalment. Des del punt de vista de la producció d'artefactes militars, el New York Navy Yard, com a principal drassana naval, va ser situat al centre de l'estratègia defensiva dels Estats Units, la qual cosa es va manifestar amb un creixement substancial de la producció de navilis de guerra. Globalment, Nova York no va sofrir molt pel conflicte, sinó que, per contra, el seu rol en les relacions internacionals va augmentar una vegada que la guerra va acabar, especialment, amb la instal·lació el 1951 de la seu de l'Organització de les Nacions Unides a Turtle Bay, Manhattan.

### Nova York de 1945 als anys 1970: l'aparició d'un repte multifacètic

#### L'evolució cultural
Després de la Segona Guerra Mundial, Nova York va experimentar un relatiu declivi, va perdre habitants i la seva maquinària industrial va començar a envellir. Diverses fàbriques es van traslladar durant la primera meitat del segle xx cap al cinturó urbà proper (a Nova Jersey, per exemple). La crisi dels anys 1960-1970 va engendrar els terrenys industrials abandonats en el Bronx i Queens. Així, la drassana de Navy Yard va tancar les portes el 1966. Entre 1953 i 1992, Nova York va perdre unes 70.000 ocupacions industrials. El port de Nova York va perdre importància.
Nova York va reforçar la seva posició mundial en els anys 1950 i 1960. Així, el 1951, va acollir a les institucions permanents de l'ONU. L'Exposició Universal de la Fira mundial de Nova York de 1964 al parc de Flusing Meadows va atreure a milions de visitants. Nova York es va afirmar com a capital de l'expressionisme abstracte, rivalitzant amb Londres al mercat de l'art. El barri de Greenwich Village segueix sent un dels centres culturals de la ciutat que es va convertir en un districte històric de SoHo el 1973. La contracultura en les lletres i arts va florir a Nova York. L'Off-off Broadway oferia una alternativa al teatre comercial. El Pop Art va denunciar a la societat de consum. Andy Warhol (1928-1987) va establir el seu estudi al carrer 47. Frank Stella (nascut el 1936) va experimentar amb el minimalisme, mentre que Christo (nascut el 1935) va proposar als novaiorquesos obres efímeres. Els frescs murals van proliferar sobre les parets de la ciutat. La cultura del carrer (#grafiti, hip-hop) va tenir el seu auge en els anys 1980.
En el camp de la cultura, Nova York veia cada vegada més competència d'altres centres al país, en particular els de Sun Belt: a partir dels anys 1950, Hollywood es va convertir en la capital de la producció cinematogràfica. La premsa novaiorquesa va haver de fer front a nous rivals, tals com Los Angeles Times o The Washington Post.

#### El Moviment pels Drets Civils
Amb el canvi de política migratòria, Nova York es va tornar novament cosmopolita. Des dels anys 1970, es van formar nous barris ètnics. Però els anys 1960 van estar també marcats per les tensions racials i Nova York es va imposar ràpidament com un lloc clau del Moviment pels Drets Civils als Estats Units. Aquest moviment es va manifestar en particular al barri de majoria afroamericana de Harlem, sigui pacíficament a través de la NAACP o l'Associació Universal de Desenvolupament Negre i la Lliga de Comunitats Africanes o bé de manera violenta com l'organització de Malcolm X, Nació de l'Islam. Harlem va ser així autoproclamat «cor espiritual de la protesta i del moviment negre» (The spiritual home of the Black protest movement) des de l'arribada de les primeres poblacions afroamericanes.
Entre els esdeveniments més destacables del moviment, es poden citar les revoltes de juliol de 1964 i les diverses manifestacions socials (vaga de transport el 1966, manifestacions contra la Guerra de Vietnam). La municipalitat va encarregar a Robert Moses la tasca de destruir els disturbis, renovar certes illes i construir alguns blocs de cases socials. El 1968 Harlem va presenciar nous disturbis després de l'assassinat de Martin Luther King.
Entre 1940 i 1990, Manhattan va perdre 500.000 habitants; Brooklyn, 400.000; i el Bronx, 300.000. No obstant això, els suburbis residencials van seguir estenent-se gràcies a la xarxa d'autopistes i a la construcció de nous ponts, com el Pont Verrazano el 1964. La ciutat es va transformar igualment per fer front a l'increment del trànsit automòbil: els estacionaments es van multiplicar i la Cinquena Avinguda va passar a tenir un sol sentit.

### Els anys 1970 i 1980: Nova York en agitació
Els anys 1970 són sovint considerats com el punt baix de la història de Nova York, a causa de les elevades taxes de criminalitat amb diversos trastorns socials que es van iniciar en els anys 1960, en particular amb els Disturbis de Stonewall el 1969. En un context d'estagflació als Estats Units i, paral·lelament, de manteniment d'una despesa social elevada a Nova York, les despeses de la municipalitat van fer explotar el pressupost, conduint a l'Estat federal a trencar compromisos. Després, la desindustrialització i la caiguda demogràfica van empènyer a la ciutat a la vora de la fallida. Moltes infraestructures urbanes van ser abandonades per falta de subvencions. Al mateix temps, el 1973, va ser inaugurat l'immens World Trade Center amb una cerimònia grandiosa. Però la proliferació de préstecs a curt termini entre 1965 i 1975 va provocar un endeutament considerable. La crisi del petroli de 1973 va empitjorar la situació. Diverses zones es van enfonsar, llavors, en la criminalitat i el narcotràfic, com Harlem o South Bronx, malgrat els esforços del govern federal. El fenomen va estar acompanyat fins i tot d'una caiguda brutal de la població, que va arribar al 27% a East Harlem. Malgrat tot això, la ciutat va evitar la fallida gràcies a un préstec federal. El 1977 es va produir una apagada a tota la ciutat del 13 al 14 de juliol, la qual cosa va provocar saquejos i múltiples desordres socials.
El rebot de Wall Street, en els anys 1980, àdhuc amb el crack de 1987, va permetre a Nova York reprendre el seu rol de lideratge en l'esfera econòmica i financera mundial i l'equilibri pressupostari de la ciutat va ser restablert el 1981. La reactivació de la immigració va estimular igualment el creixement econòmic. Però, malgrat un descens en les xifres de desocupació, Nova York va patir encara d'una reputació de ciutat perillosa. A més, els anys 1980 van estar també marcats per les tensions racials que van conduir, en particular, a agressions, una de les quals va resultar en la mort de tres afroamericans als «barris blancs».
La situació va començar a millorar amb l'elecció de David Dinkins com a alcalde, primer alcalde afroamericà de la ciutat, fins i tot si la seva gestió de certs incidents com els disturbis de Crown Heights li van valer vives crítiques.

### La Nova York de Giuliani: de la inseguretat a la serenitat

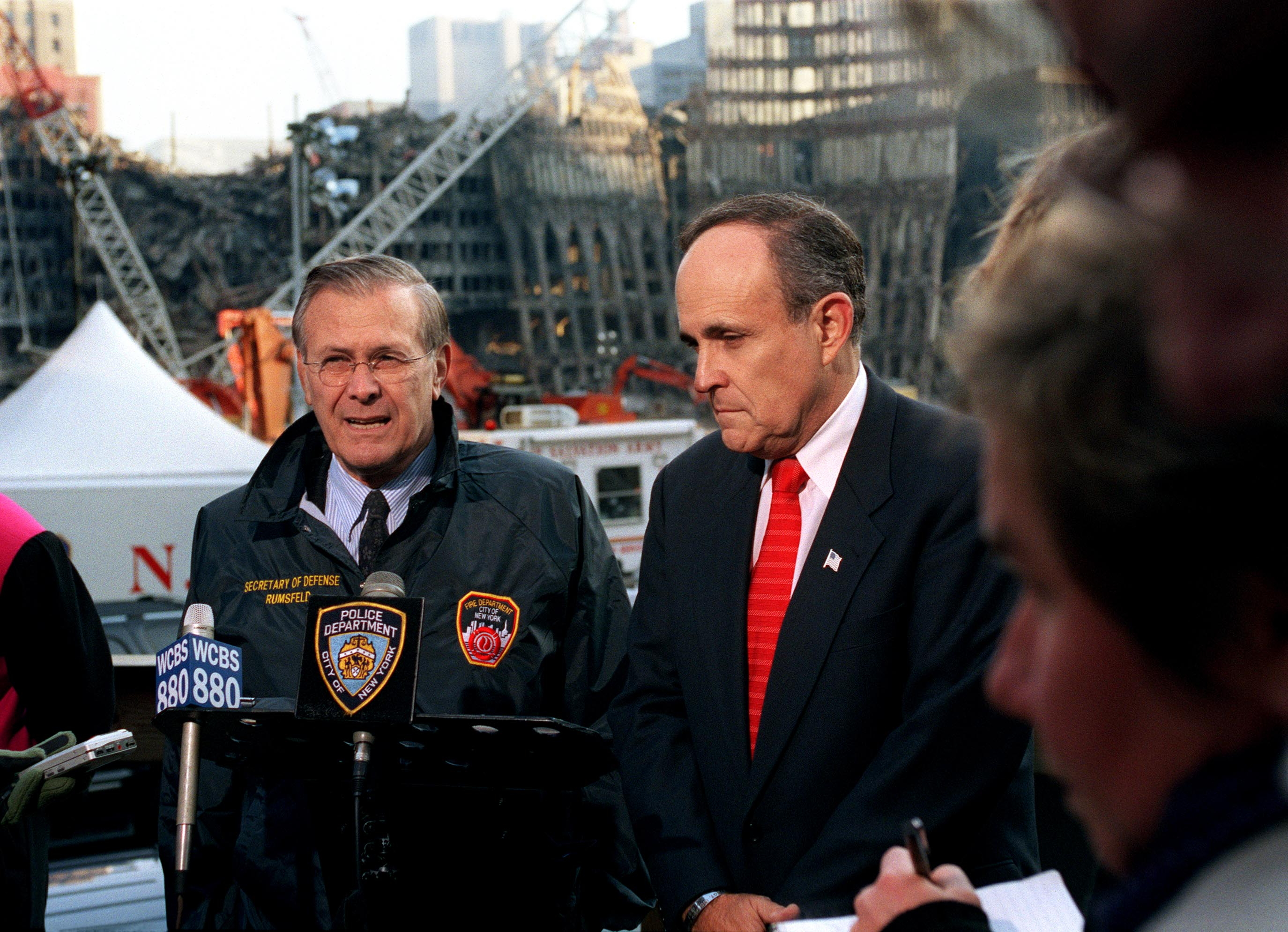
El Secretari de Defensa dels Estats Units Donald Rumsfeld i l'alcalde Rudolph Giuliani en el lloc del World Trade Center a Manhattan, el 14 de novembre de 2001.

Els anys 1990 a Nova York van estar marcats per un primer atemptat terrorista contra el World Trade Center, dut a terme el 26 de febrer de 1993, quan un camió carregat amb 680 kg d'explosius de nitrat va esclatar en un estacionament subterrani de la Torre Nord, tenint com a resultat 6 morts i 1.042 ferits. L'extensió dels danys, un cràter de 30x60 metres a través de 5 nivells del subsòl i la incertesa pel que fa als danys patits per les columnes centrals (encara que una sola va ser lleugerament afectada) van fer que les dues torres romanguessin tancades durant diversos mesos. Segons l'arquitecte del World Trade Center, la torre s'hauria col·lapsat si el camió hagués estat col·locat a prop de les bases.
El 1994, any d'inici de funcions de Rudolph Giuliani, Nova York estava travessant per una crisi profunda a causa de diverses tensions racials que molts creien no tenir remei; no obstant això, en espai d'uns anys, Giuliani, personatge menyspreat per la premsa i conegut pel seu franc parlar, va aconseguir convertir «la Gran Poma» en una ciutat segura i atractiva per als inversors. Així, Giuliani es va involucrar en tots els fronts, lluitant contra les màfies familiars als barris sensibles i contra els delictes d'iniciats a Wall Street. La major part de les mesures que va emprendre van ser audaces, fins i tot sorprenents pel seu caràcter radical, com la seva política de «Tolerància zero» en matèria de criminalitat. El republicà Giuliani, en una ciutat més aviat arrelada en el camp demòcrata tenia, doncs, molts enemics, i la premsa es mostrava de vegades molt vehement a la seva alcaldia: The Village Voice el tractava fins i tot de «Heartless Bastard» o «Bastard sense cor.»
Els resultats obtinguts per Giuliani abans de l'11 de setembre van ser molt positius, amb una caiguda de la criminalitat (de 430.460 crims registrats el 1993, abans d'entrar en funcions, a 184.111 crims el 2000) i una tornada de la confiança en els novaiorquesos en matèria de seguretat. Giuliani també es va fer conegut en un marc més ampli que el de Nova York a causa de la seva gestió dels Atemptats de l'11 de setembre de 2001, en el curs dels quals no va cedir al pànic i es va assegurar d'organitzar amb rapidesa la reconstrucció del World Trade Center. Un càncer de pròstata el 2002 el va portar a retirar-se de la vida política.

## Seglexxi: els atemptats i la renovació

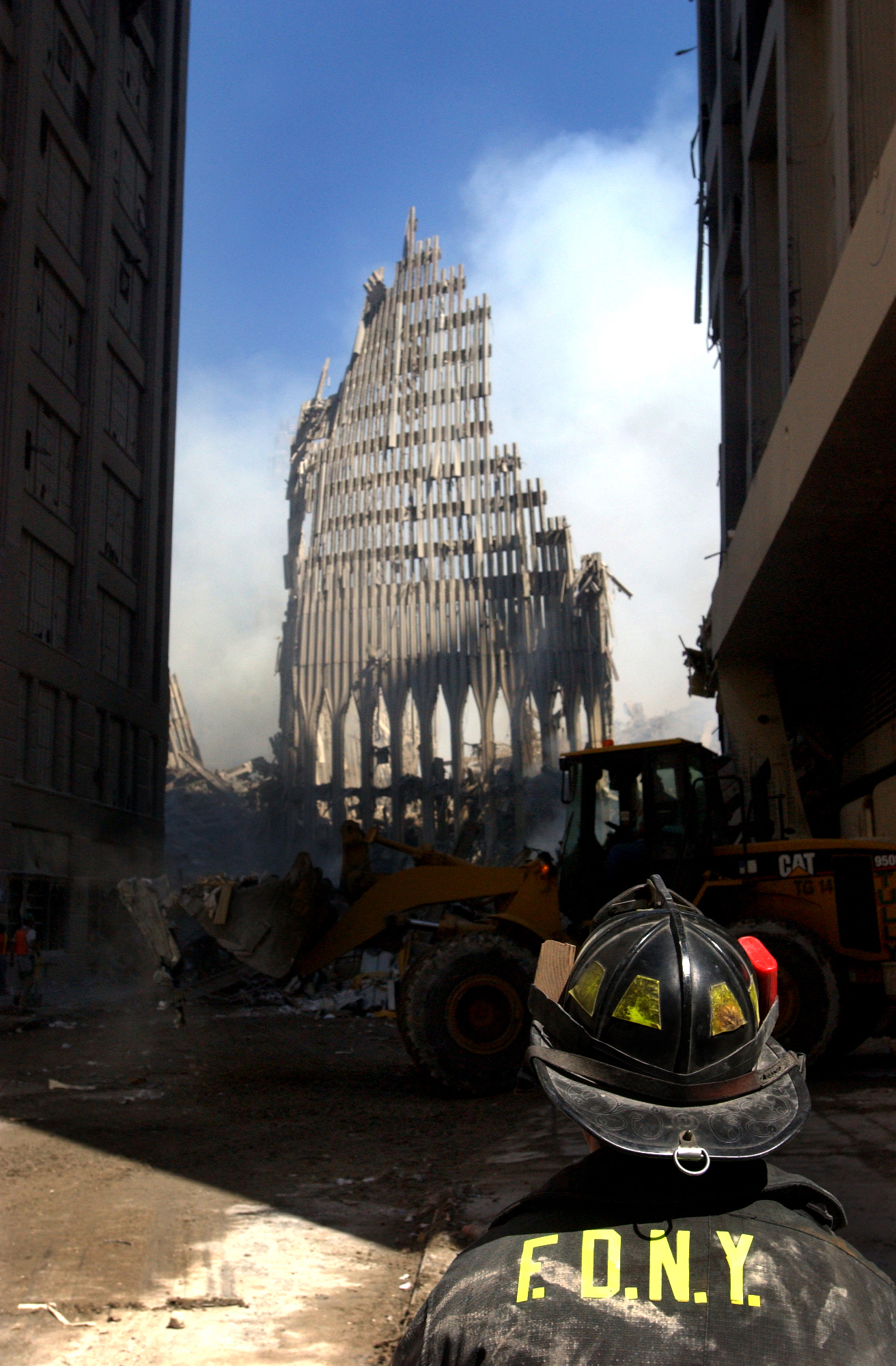
13 de setembre de 2001: Un bomber de Nova York observa el que queda de la Torre Sud.

El segle xxi es va iniciar malament per a Nova York, just després de l'esclat de la crisi que va sacsejar violentament a Wall Street i, sobretot, després dels atacs terroristes de l'11 de setembre de 2001 que van copejar profundament als Estats Units i, en particular, a la ciutat de Nova York, veritable símbol de la potència nord-americana. En efecte, si bé els atemptats també van copejar a Washington D. C., va ser a Nova York on van resultar més mortífers amb la destrucció de les torres bessones del World Trade Center, així com de tot el complex que estava adjunt al mateix. Encara que la línia de l'horitzó de Manhattan va ser trastornada, els novaiorquesos van saber reposar-se després dels atacs, especialment sota la tutela de Rudolph Giuliani i després de Michael Bloomberg, que el va succeir com a alcalde de la ciutat el 2002, fins i tot quan la cicatriu dels atemptats queda encara viva en l'esperit dels habitants de la «La Gran Poma».
El 27 de febrer de 2003, després d'haver rebut milers de propostes de tot el món, la Lower Manhattan Development Corporation va designar a l'arquitecte polonès Daniel Libeskind com a encarregat del disseny de la torre que reemplaçà al World Trade Center. El One World Trade Center, amb una altura de 1.776 peus (541 metres), va ser acabat el 2014 i és l'edifici més alt dels Estats Units. El 3 de novembre de 2014 es va obrir el One World Trade Center al lloc de l'atac.
El 6 de juliol de 2005, Nova York va fracassar en la seva campanya per la seu dels Jocs Olímpics de 2012. Neo es va presentar com a candidata pels Jocs Olímpics de 2016, atès que Chicago havia presentat una proposta més consistent.
El 18 de juliol de 2007, una explosió de vapor en ple centre de Manhattan, entre Lexington Avenue i el carrer 41, va fer creure que s'estava duent a terme un nou atemptat terrorista a Nova York. L'incident es va deure a unes canonades que dataven de 1924 i va tenir com a resultat un mort i 24 ferits.
L'huracà Sandy va provocar una onada de tempesta destructiva a Nova York la nit del 29 d’octubre de 2012, inundant nombrosos carrers, túnels i línies de metro al Baix Manhattan. Va inundar zones baixes de Brooklyn, Queens i Staten Island. L'energia elèctrica es va perdre a moltes parts de la ciutat i els seus suburbis.
La pandèmia per coronavirus de 2019-2020 va causar un terç del total de casos coneguts als Estats Units a la ciutat de Nova York i ha estat el desastre més mortal de la història de la ciutat.